# 파키스탄의 종교
파키스탄의 종교 (2023년 인구 조사)
파키스탄의 국교는 헌법 제2조에서 명시되었듯 이슬람교이며, 파키스탄 인구의 96.35%라는 압도적인 다수가 신봉하고 있다. 나머지 3.65%는  힌두교, 기독교, 아흐마디야 (파키스탄 헌법에 따르면 비이슬람으로 간주), 시크교, 조로아스터교 및 그 외 종교 등을 따른다.
이슬람교는 다수의 분파로 이뤄져 있으며 다수는 수니파를 신봉하고 (추정상 80-85%), 소수는 시아파 (추정상 10-20%)를 신봉한다. 대부분의 파키스탄의 수니파들은 하나피파에 속하는데, 바렐비파 및 데오반드파 등으로 대표된다. 그렇지만, 아흘리 하디스 역시도 중동의 와하비즘의 영향으로 인기를 얻고 있다. 파키스탄의 시아파 다수는 열두 이맘파에 속하고, 이스마일파를 따르는 상당한 소수 집단들이 있는 가운데 니자리파 (아가 카니스), 무스탈리파, 다우디 보흐라, 술라이마니 등으로 구성되어 있다.
8세기가 시작될 때 이슬람교의 도래 이전, 피카스탄을 이루는 지역은 힌두교, 불교, 자이나교, 조로아스터교 등을 포함해 다양한 신앙들의 본거지이었다.

## 평등권
파키스탄의 제2대 총리 카와자 나지무딘은 이슬람 국가에서 모든 시민이 평등한 권리를 가져야 한다는 주장에 반대하였다. 하지만, 파키스탄의 헌법은 이슬람교를 국교로 지정하고 있고 모든 시민들에게 법, 공공질서, 그리고 도덕의 범위 내에서 자신의 종교를 신봉하고, 실천하며, 전파할 권리를 보장하고 있다. 또한 헌법은 모든 법률들이 꾸란과 순나에 기재된 이슬람교의 가르침을 따른다고 밝힌다.
파키스탄 헌법은 파키스탄의 비무슬림들에 대한 정치적 권리를 제한하고 있다. 무슬림들만이 대통령 총리이 될 수 있다. 또한 무슬림들만이 파키스탄 연방 샤리아 법원에서 판사로 활동할 수 있으며, 이 기관은 비이슬람적으로 여겨지는 어떠한 종류의 법도 폐지시킬 수 있는 권한을 지녔으며, 이 결정은 파키스탄 대법원에서 기각이 가능하긴 하다. 하지만, 비무슬림들은 고등법원과 대법원에서 판사로 활동하고 있다. 2019년, 파키스탄 국민의회의 기독교인 의원 나비드 아미르는 비무슬림들이 파키스탄의 총리와 대통령이 될 수 있도록 헌법의 제41조와 제91조에 대한 개헌을 안건을 냈으나, 파키스탄 의회는 그 안건을 기각했다.
파키스탄 헌법에서 인권에 대한 주요 원칙들은 기본권에 포함되어 있으며 헌법의 제20조, 제21조, 제22조, 제25조, 제26조, 제27조, 제36조, 제38조 등에 다양하게 부여되어 있다 –
(a) 제20조 : 종교를 신봉하고 교단을 운영할 자유.
(b) 제21조 : 특정 종교의 목적으로서 과세되는 것에 대한 보호 조치.
(c) 제22조 : 종교 등 교육 기관에 대한 보호 조치.
(d) 제25조 : 시민들에 대한 평등권.
(e) 제26조 : 공공장소의 접근권에 대한 비차별.
(f) 제27조 : 행정 사무의 차별에 대한 보호 조치.
(g) 제36조 : 소수 집단에 대한 보호.
(h) 제38조 : 모든 이들에 대한 사회적 그리고 경제적 복지 증진.

## 파키스탄의 종교 인구

### 배경
| 종교집단 | 1901년 인구조사 | 1901년 인구조사 | 1911년 인구조사 | 1911년 인구조사 | 1921년 인구조사 | 1921년 인구조사 | 1931년 인구조사 | 1931년 인구조사 | 1941년 인구조사 | 1941년 인구조사 | 1951년 인구조사 | 1951년 인구조사 | 1961년 인구조사 | 1961년 인구조사 | 1972년 인구조사 | 1972년 인구조사 | 1981년 인구조사 | 1981년 인구조사 | 1998년 인구조사 | 1998년 인구조사 | 2017년 인구조사 | 2017년 인구조사 | 2023년 인구조사 | 2023년 인구조사 |
| 종교집단 | Pop.            | %               | Pop.            | %               | Pop.            | %               | Pop.            | %               | Pop.            | %               | Pop.            | %               | Pop.            | %               | Pop.            | %               | Pop.            | %               | Pop.            | %               | Pop.            | %               | Pop.            | %               |
| --- | --------------- | --------------- | --------------- | --------------- | --------------- | --------------- | --------------- | --------------- | --------------- | --------------- | --------------- | --------------- | --------------- | --------------- | --------------- | --------------- | --------------- | --------------- | --------------- | --------------- | --------------- | --------------- | --------------- | --------------- |
| 이슬람교 | 14,022,544      | 79.52%          | 14,966,846      | 79.58%          | 15,203,501      | 78.41%          | 17,557,877      | 77.98%          | 21,113,214      | 77.43%          | 32,731,582      | 97.12%          | 41,666,153      | 97.17%          | 60,434,659      | 96.75%          | 81,450,057      | 96.67%          | 127,433,409     | 96.28%          | 200,362,718     | 96.47%          | 231,686,709     | 96.35%          |
| 힌두교 | 3,009,842       | 17.07%          | 2,766,581       | 14.71%          | 2,957,680       | 15.25%          | 3,298,570       | 14.65%          | 3,981,565       | 14.6%           | 531,131         | 1.58%           | 621,805         | 1.45%           | 900,206         | 1.44%           | 1,276,116       | 1.51%           | 2,443,614       | 1.85%           | 4,444,870       | 2.14%           | 5,217,216       | 2.17%           |
| 시크교 | 529,910         | 3.01%           | 884,987         | 4.71%           | 931,489         | 4.8%            | 1,282,698       | 5.7%            | 1,672,753       | 6.13%           | 빈칸            | 빈칸            | 빈칸            | 빈칸            | 빈칸            | 빈칸            | 2,146           | 0%              | 빈칸            | 빈칸            | 빈칸            | 빈칸            | 15,998          | 0.01%           |
| 기독교 | 59,387          | 0.34%           | 167,178         | 0.89%           | 276,107         | 1.42%           | 360,371         | 1.6%            | 432,724         | 1.59%           | 432,978         | 1.28%           | 583,884         | 1.36%           | 907,861         | 1.45%           | 1,310,426       | 1.56%           | 2,092,902       | 1.58%           | 2,642,048       | 1.27%           | 3,300,788       | 1.37%           |
| 자이나교 | 6,529           | 0.04%           | 7,348           | 0.04%           | 7,490           | 0.04%           | 8,096           | 0.04%           | 13,215          | 0.05%           | 빈칸            | 빈칸            | 빈칸            | 빈칸            | 빈칸            | 빈칸            | 빈칸            | 빈칸            | 빈칸            | 빈칸            | 빈칸            | 빈칸            | 빈칸            | 빈칸            |
| 조로아스터교 | 2,512           | 0.01%           | 3,007           | 0.02%           | 3,407           | 0.02%           | 4,178           | 0.02%           | 4,253           | 0.02%           | 5,320           | 0.02%           | 5,219           | 0.01%           | 9,589           | 0.02%           | 7,007           | 0.01%           | 빈칸            | 빈칸            | 빈칸            | 빈칸            | 2,348           | 0%              |
| 유대교 | 489             | 0%              | 702             | 0%              | 706             | 0%              | 1,019           | 0%              | 1,180           | 0%              | 빈칸            | 빈칸            | 빈칸            | 빈칸            | 빈칸            | 빈칸            | 빈칸            | 빈칸            | 빈칸            | 빈칸            | 빈칸            | 빈칸            | 빈칸            | 빈칸            |
| 불교 | 6               | 0%              | 207             | 0%              | 373             | 0%              | 155             | 0%              | 266             | 0%              | 680             | 0%              | 2,445           | 0.01%           | 4,318           | 0.01%           | 2,639           | 0%              | 빈칸            | 빈칸            | 빈칸            | 빈칸            | 빈칸            | 빈칸            |
| 부족 종교 | 빈칸            | 빈칸            | 9,224           | 0.05%           | 8,186           | 0.04%           | 236             | 0%              | 37,603          | 0.14%           | 빈칸            | 빈칸            | 빈칸            | 빈칸            | 빈칸            | 빈칸            | 빈칸            | 빈칸            | 빈칸            | 빈칸            | 빈칸            | 빈칸            | 빈칸            | 빈칸            |
| 아흐마디야 | 빈칸            | 빈칸            | 빈칸            | 빈칸            | 빈칸            | 빈칸            | 빈칸            | 빈칸            | 빈칸            | 빈칸            | 빈칸            | 빈칸            | 빈칸            | 빈칸            | 빈칸            | 빈칸            | 104,244         | 0.12%           | 286,212         | 0.22%           | 191,737         | 0.09%           | 162,684         | 0.07%           |
| 그 외 | 2,039           | 0.01%           | 299             | 0%              | 77              | 0%              | 1,553           | 0.01%           | 19,228          | 0.07%           | 1,476           | 0%              | 872             | 0%              | 205,250         | 0.33%           | 101,009         | 0.12%           | 96,142          | 0.07%           | 43,253          | 0.02%           | 72,346          | 0.03%           |
| 총 응답자 | 17,633,258      | 99.58%          | 18,806,379      | 92.06%          | 19,389,016      | 87.28%          | 22,514,768      | 90.88%          | 27,266,001      | 91.98%          | 33,703,167      | 99.77%          | 42,880,378      | 99.77%          | 62,461,883      | 95.64%          | 84,253,644      | 100%            | 132,352,279     | 100%            | 207,684,626     | 100%            | 240,458,089     | 99.57%          |
| 총 인구 | 17,708,014      | 100%            | 20,428,473      | 100%            | 22,214,152      | 100%            | 24,774,056      | 100%            | 29,643,600      | 100%            | 33,779,555      | 100%            | 42,978,261      | 100%            | 65,309,340      | 100%            | 84,253,644      | 100%            | 132,352,279     | 100%            | 207,684,626     | 100%            | 241,499,431     | 100%            |
| 참조1: 1901년, 1911년, 1931년, 1941년 수치는 펀자브, 신드, 카이베르파크툰크와, 발루치스탄, 아자드 잠무 카슈미르, 길기트-발티스탄 등을 포함해 동시대 파키스탄 지역을 구성하는 모든 행정 구역의 총 인구를 합한 인구 조사 자료에서 나온 것이다. 참조2: 1947년 수치(분할 및 그에 수반된 대규모 인구 이동이 있던 해)는 1931년 인구 조사와 1941년 인구 조사 기간 이슬람교 (+1.86% p.a.), 힌두교 (+1.90% p.a.), 시크교 (+2.69% p.a.), 기독교 (+1.85% p.a.), 자이나교 (+5.02% p.a.), 그 외 종교 (+24.23% p.a.)의 신자들에 대한 연간 성장률을 기준으로 추정한 것이다. 참조3: 1951년과 1961년 수치는 서파키스탄의 옛 행정 구역의 총 인구를 합한 인구 조사 자료에서 나온 것이다. |                 |                 |                 |                 |                 |                 |                 |                 |                 |                 |                 |                 |                 |                 |                 |                 |                 |                 |                 |                 |                 |                 |                 |                 |

### 1901년 인구 조사
오늘날의 파키스탄을 구성하는 지역의 총 인구는 1901년 인구 조사에 따르면 대략 17,708,014명이었다. 연방 직할 부족 지역을 제외하면, 오늘날 파키스탄을 구성하는 지역의 모든 행정 구역에 대한 종교 자료를 수집하였고, 총 17,633,258명의 인구를 대상으로 했으며, 전체 응답률은 99.6%였다. 현대와 마찬가지로, 아자드 잠무 카슈미르와 길기트-발티스탄에서는 인구조사 시 종교에 관한 자료를 수집하지 않기 때문에, 아래 표에 상세히 제시된 바와 같이 종교 관련 응답 수는 총인구보다 다소 적다.
| 종교 집단    | 파키스탄   | 파키스탄 | 펀자브     | 펀자브 | 신드      | 신드   | 카이베르파크툰크와 | 카이베르파크툰크와 | 발루치스탄 | 발루치스탄 | AJK     | AJK    | 길기트-발티스탄 | 길기트-발티스탄 |
| 종교 집단    | 총인구     | 백분율   | Pop.       | %      | Pop.      | %      | Pop.               | %                  | Pop.       | %          | Pop.    | %      | Pop.            | %               |
| ------------ | ---------- | -------- | ---------- | ------ | --------- | ------ | ------------------ | ------------------ | ---------- | ---------- | ------- | ------ | --------------- | --------------- |
| 이슬람교     | 14,022,544 | 79.52%   | 7,951,155  | 76.25% | 2,609,337 | 76.52% | 1,890,479          | 92.19%             | 765,368    | 94.4%      | 747,426 | 85.62% | 58,779          | 96.54%          |
| 힌두교       | 3,009,842  | 17.07%   | 1,944,363  | 18.65% | 787,683   | 23.1%  | 129,306            | 6.31%              | 38,158     | 4.71%      | 108,331 | 12.41% | 2,001           | 3.29%           |
| 시크교       | 529,910    | 3.01%    | 483,999    | 4.64%  | 빈칸      | 빈칸   | 25,733             | 1.25%              | 2,972      | 0.37%      | 17,132  | 1.96%  | 74              | 0.12%           |
| 기독교       | 59,387     | 0.34%    | 42,371     | 0.41%  | 7,825     | 0.23%  | 5,119              | 0.25%              | 4,026      | 0.5%       | 18      | 0%     | 28              | 0.05%           |
| 자이나교     | 6,529      | 0.04%    | 5,562      | 0.05%  | 921       | 0.03%  | 37                 | 0%                 | 8          | 0%         | 0       | 0%     | 1               | 0%              |
| 조로아스터교 | 2,512      | 0.01%    | 300        | 0%     | 2,000     | 0.06%  | 46                 | 0%                 | 166        | 0.02%      | 0       | 0%     | 0               | 0%              |
| 유대교       | 489        | 0.003%   | 9          | 0%     | 428       | 0.01%  | 4                  | 0%                 | 48         | 0.01%      | 빈칸    | 빈칸   | 빈칸            | 빈칸            |
| 불교         | 6          | 0%       | 6          | 0%     | 0         | 0%     | 0                  | 0%                 | 0          | 0%         | 0       | 0%     | 0               | 0%              |
| 그 외        | 2,039      | 0.01%    | 0          | 0%     | 2,029     | 0.06%  | 0                  | 0%                 | 0          | 0%         | 8       | 0%     | 2               | 0%              |
| 총 응답자    | 17,633,258 | 99.58%   | 10,427,765 | 100%   | 3,410,223 | 100%   | 2,050,724          | 96.48%             | 810,746    | 100%       | 872,915 | 100%   | 60,885          | 100%            |
| 총 인구      | 17,708,014 | 100%     | 10,427,765 | 100%   | 3,410,223 | 100%   | 2,125,480          | 100%               | 810,746    | 100%       | 872,915 | 100%   | 60,885          | 100%            |

### 1911년 인구 조사
오늘날의 파키스탄을 구성하는 지역의 총 인구는 1911년 인구 조사에 따르면 대략 20,428,473명이었다. 연방 직할 부족 지역을 제외하면, 오늘날 파키스탄을 구성하는 지역의 모든 행정 구역에 대한 종교 자료를 수집하였고, 총 18,806,379명의 인구를 대상으로 했으며, 전체 응답률은 92.1%였다. 현대와 마찬가지로, 아자드 잠무 카슈미르와 길기트-발티스탄에서는 인구조사 시 종교에 관한 자료를 수집하지 않기 때문에, 아래 표에 상세히 제시된 바와 같이 종교 관련 응답 수는 총인구보다 다소 적다.
| 종교 집단    | 파키스탄   | 파키스탄 | 펀자브     | 펀자브 | 신드      | 신드   | 카이베르파크툰크와 | 카이베르파크툰크와 | 발루치스탄 | 발루치스탄 | AJK     | AJK    | 길기트-발티스탄 | 길기트-발티스탄 |
| 종교 집단    | 총 인구    | 백분율   | Pop.       | %      | Pop.      | %      | Pop.               | %                  | Pop.       | %          | Pop.    | %      | Pop.            | %               |
| ------------ | ---------- | -------- | ---------- | ------ | --------- | ------ | ------------------ | ------------------ | ---------- | ---------- | ------- | ------ | --------------- | --------------- |
| 이슬람교     | 14,966,846 | 79.58%   | 8,494,314  | 76.49% | 2,822,756 | 75.53% | 2,039,994          | 92.86%             | 782,648    | 93.76%     | 749,945 | 87.76% | 77,189          | 98.45%          |
| 힌두교       | 2,766,581  | 14.71%   | 1,645,758  | 14.82% | 877,313   | 23.47% | 119,942            | 5.46%              | 38,326     | 4.59%      | 84,130  | 9.85%  | 1,112           | 1.42%           |
| 시크교       | 884,987    | 4.71%    | 813,441    | 7.33%  | 12,339    | 0.33%  | 30,345             | 1.38%              | 8,390      | 1.01%      | 20,391  | 2.39%  | 81              | 0.1%            |
| 기독교       | 167,178    | 0.89%    | 144,514    | 1.3%   | 10,917    | 0.29%  | 6,585              | 0.3%               | 5,085      | 0.61%      | 55      | 0.01%  | 22              | 0.03%           |
| 부족 종교    | 9,224      | 0.05%    | 빈칸       | 빈칸   | 9,224     | 0.25%  | 빈칸               | 빈칸               | 빈칸       | 빈칸       | 빈칸    | 빈칸   | 빈칸            | 빈칸            |
| 자이나교     | 7,348      | 0.04%    | 5,977      | 0.05%  | 1,349     | 0.04%  | 4                  | 0%                 | 10         | 0%         | 8       | 0%     | 0               | 0%              |
| 조로아스터교 | 3,007      | 0.02%    | 377        | 0%     | 2,411     | 0.06%  | 49                 | 0%                 | 170        | 0.02%      | 0       | 0%     | 0               | 0%              |
| 유대교       | 702        | 0.004%   | 36         | 0%     | 595       | 0.02%  | 14                 | 0%                 | 57         | 0.01%      | 빈칸    | 빈칸   | 빈칸            | 빈칸            |
| 불교         | 207        | 0.001%   | 168        | 0%     | 21        | 0%     | 0                  | 0%                 | 16         | 0%         | 2       | 0%     | 0               | 0%              |
| 그 외        | 299        | 0.002%   | 0          | 0%     | 298       | 0.01%  | 0                  | 0%                 | 1          | 0%         | 0       | 0%     | 0               | 0%              |
| 총 응답자    | 18,806,379 | 92.06%   | 11,104,585 | 100%   | 3,737,223 | 100%   | 2,196,933          | 57.53%             | 834,703    | 100%       | 854,531 | 100%   | 78,404          | 100%            |
| 총 인구      | 20,428,473 | 100%     | 11,104,585 | 100%   | 3,737,223 | 100%   | 3,819,027          | 100%               | 834,703    | 100%       | 854,531 | 100%   | 78,404          | 100%            |

### 1921년 인구 조사
오늘날의 파키스탄을 구성하는 지역의 총 인구는 1921년 인구 조사에 따르면 대략 22,214,152명이었다. 연방 직할 부족 지역을 제외하면, 오늘날 파키스탄을 구성하는 지역의 모든 행정 구역에 대한 종교 자료를 수집하였고, 총 19,389,016명의 인구를 대상으로 했으며, 전체 응답률은 87.3%였다. 현대와 마찬가지로, 아자드 잠무 카슈미르와 길기트-발티스탄에서는 인구조사 시 종교에 관한 자료를 수집하지 않기 때문에, 아래 표에 상세히 제시된 바와 같이 종교 관련 응답 수는 총인구보다 다소 적다.
| 종교 집단    | 파키스탄   | 파키스탄 | 펀자브     | 펀자브 | 신드      | 신드   | 카이베르파크툰크와 | 카이베르파크툰크와 | 발루치스탄 | 발루치스탄 | AJK     | AJK    | 길기트-발티스탄 | 길기트-발티스탄 |
| 종교 집단    | 총인구     | 백분율   | Pop.       | %      | Pop.      | %      | Pop.               | %                  | Pop.       | %          | Pop.    | %      | Pop.            | %               |
| ------------ | ---------- | -------- | ---------- | ------ | --------- | ------ | ------------------ | ------------------ | ---------- | ---------- | ------- | ------ | --------------- | --------------- |
| 이슬람교     | 15,203,501 | 78.41%   | 8,975,288  | 75.49% | 2,562,700 | 73.8%  | 2,062,786          | 91.62%             | 733,477    | 91.73%     | 780,607 | 88.02% | 88,643          | 98.82%          |
| 힌두교       | 2,957,680  | 15.25%   | 1,797,141  | 15.12% | 876,629   | 25.24% | 149,881            | 6.66%              | 51,348     | 6.42%      | 81,733  | 9.22%  | 948             | 1.06%           |
| 시크교       | 931,489    | 4.8%     | 863,091    | 7.26%  | 8,036     | 0.23%  | 28,040             | 1.25%              | 7,741      | 0.97%      | 24,491  | 2.76%  | 90              | 0.1%            |
| 기독교       | 276,107    | 1.42%    | 247,030    | 2.08%  | 11,734    | 0.34%  | 10,610             | 0.47%              | 6,693      | 0.84%      | 24      | 0%     | 16              | 0.02%           |
| 부족 종교    | 8,186      | 0.04%    | 빈칸       | 빈칸   | 8,186     | 0.24%  | 빈칸               | 빈칸               | 빈칸       | 빈칸       | 빈칸    | 빈칸   | 빈칸            | 빈칸            |
| 자이나교     | 7,490      | 0.04%    | 5,930      | 0.05%  | 1,534     | 0.04%  | 3                  | 0%                 | 17         | 0%         | 6       | 0%     | 0               | 0%              |
| 조로아스터교 | 3,407      | 0.02%    | 309        | 0%     | 2,913     | 0.08%  | 20                 | 0%                 | 165        | 0.02%      | 0       | 0%     | 0               | 0%              |
| 유대교       | 706        | 0.004%   | 16         | 0%     | 671       | 0.02%  | 0                  | 0%                 | 19         | 0%         | 빈칸    | 빈칸   | 빈칸            | 빈칸            |
| 불교         | 373        | 0.002%   | 172        | 0%     | 41        | 0%     | 0                  | 0%                 | 160        | 0.02%      | 0       | 0%     | 0               | 0%              |
| 그 외        | 77         | 0.0004%  | 8          | 0%     | 64        | 0%     | 0                  | 0%                 | 5          | 0%         | 0       | 0%     | 0               | 0%              |
| 총 응답자    | 19,389,016 | 87.28%   | 11,888,985 | 100%   | 3,472,508 | 100%   | 2,251,340          | 44.35%             | 799,625    | 100%       | 886,861 | 100%   | 89,697          | 100%            |
| 총 인구      | 22,214,152 | 100%     | 11,888,985 | 100%   | 3,472,508 | 100%   | 5,076,476          | 100%               | 799,625    | 100%       | 886,861 | 100%   | 89,697          | 100%            |

### 1931년 인구 조사
오늘날의 파키스탄을 구성하는 지역의 총 인구는 1931년 인구 조사에 따르면 대략 24,774,056명이었다. 연방 직할 부족 지역을 제외하면, 오늘날 파키스탄을 구성하는 지역의 모든 행정 구역에 대한 종교 자료를 수집하였고, 총 22,514,768명의 인구를 대상으로 했으며, 전체 응답률은 90.9%였다. 현대와 마찬가지로, 아자드 잠무 카슈미르와 길기트-발티스탄에서는 인구조사 시 종교에 관한 자료를 수집하지 않기 때문에, 아래 표에 상세히 제시된 바와 같이 종교 관련 응답 수는 총인구보다 다소 적다.
| 종교 집단    | 파키스탄   | 파키스탄 | 펀자브     | 펀자브 | 신드      | 신드   | 카이베르파크툰크와 | 카이베르파크툰크와 | 발루치스탄 | 발루치스탄 | AJK     | AJK    | 길기트-발티스탄 | 길기트-발티스탄 |
| 종교 집단    | 총 인구    | 백분율   | Pop.       | %      | Pop.      | %      | Pop.               | %                  | Pop.       | %          | Pop.    | %      | Pop.            | %               |
| ------------ | ---------- | -------- | ---------- | ------ | --------- | ------ | ------------------ | ------------------ | ---------- | ---------- | ------- | ------ | --------------- | --------------- |
| 이슬람       | 17,557,877 | 77.98%   | 10,570,029 | 75.28% | 3,017,377 | 73.34% | 2,227,303          | 91.84%             | 798,093    | 91.88%     | 850,135 | 87.68% | 94,940          | 98.44%          |
| 힌두교       | 3,298,570  | 14.65%   | 1,957,878  | 13.94% | 1,055,119 | 25.65% | 142,977            | 5.9%               | 53,681     | 6.18%      | 87,554  | 9.03%  | 1,361           | 1.41%           |
| 시크교       | 1,282,698  | 5.7%     | 1,180,789  | 8.41%  | 19,172    | 0.47%  | 42,510             | 1.75%              | 8,425      | 0.97%      | 31,709  | 3.27%  | 93              | 0.1%            |
| 기독교       | 360,371    | 1.6%     | 324,730    | 2.31%  | 15,152    | 0.37%  | 12,213             | 0.5%               | 8,059      | 0.93%      | 168     | 0.02%  | 49              | 0.05%           |
| 자이나교     | 8,096      | 0.04%    | 6,921      | 0.05%  | 1,144     | 0.03%  | 0                  | 0%                 | 17         | 0%         | 11      | 0%     | 3               | 0%              |
| 조로아스터교 | 4,178      | 0.02%    | 413        | 0%     | 3,537     | 0.09%  | 60                 | 0%                 | 167        | 0.02%      | 1       | 0%     | 0               | 0%              |
| 유대교       | 1,019      | 0.005%   | 6          | 0%     | 985       | 0.02%  | 11                 | 0%                 | 17         | 0%         | 빈칸    | 빈칸   | 빈칸            | 빈칸            |
| 부족 종교    | 236        | 0.001%   | 빈칸       | 빈칸   | 204       | 0%     | 빈칸               | 빈칸               | 32         | 0%         | 0       | 0%     | 0               | 0%              |
| 불교         | 155        | 0.001%   | 32         | 0%     | 53        | 0%     | 2                  | 0%                 | 68         | 0.01%      | 0       | 0%     | 0               | 0%              |
| 그 외        | 1,553      | 0.01%    | 0          | 0%     | 1,510     | 0.04%  | 0                  | 0%                 | 43         | 0%         | 0       | 0%     | 0               | 0%              |
| 총 응답자    | 22,514,768 | 90.88%   | 14,040,798 | 100%   | 4,114,253 | 100%   | 2,425,076          | 51.77%             | 868,617    | 100%       | 969,578 | 100%   | 96,446          | 100%            |
| 총 인구      | 24,774,056 | 100%     | 14,040,798 | 100%   | 4,114,253 | 100%   | 4,684,364          | 100%               | 868,617    | 100%       | 969,578 | 100%   | 96,446          | 100%            |

### 1941년 인구 조사
오늘날의 파키스탄을 구성하는 지역의 총 인구는 1941년 분할 이전 마지 인구 조사에 따르면 대략 29,643,600명이었다. 연방 직할 부족 지역을 제외하면, 오늘날 파키스탄을 구성하는 지역의 모든 행정 구역에 대한 종교 자료를 수집하였고, 총 27,266,001명의 인구를 대상으로 했으며, 전체 응답률은 92.0%였다. 현대와 마찬가지로, 아자드 잠무 카슈미르와 길기트-발티스탄에서는 인구조사 시 종교에 관한 자료를 수집하지 않기 때문에, 아래 표에 상세히 제시된 바와 같이 종교 관련 응답 수는 총인구보다 다소 적다.
| 종교 집단    | 파키스탄   | 파키스탄 | 펀자브:42  | 펀자브:42 | 신드:28   | 신드:28 | 카이베르파크툰크와:22 | 카이베르파크툰크와:22 | 발루치스탄:13–18 | 발루치스탄:13–18 | AJK:337–352 | AJK:337–352 | 길기트-발티스탄:337–352 | 길기트-발티스탄:337–352 |
| 종교 집단    | 총 인구    | 백분율   | Pop.       | %         | Pop.      | %       | Pop.                  | %                     | Pop.             | %                | Pop.        | %           | Pop.                    | %                       |
| ------------ | ---------- | -------- | ---------- | --------- | --------- | ------- | --------------------- | --------------------- | ---------------- | ---------------- | ----------- | ----------- | ----------------------- | ----------------------- |
| 이슬람교     | 21,113,214 | 77.43%   | 13,022,160 | 75.06%    | 3,462,015 | 71.52%  | 2,788,797             | 91.8%                 | 785,181          | 91.53%           | 939,460     | 87.54%      | 115,601                 | 99.62%                  |
| 힌두교       | 3,981,565  | 14.6%    | 2,373,466  | 13.68%    | 1,279,530 | 26.43%  | 180,321               | 5.94%                 | 54,394           | 6.34%            | 93,559      | 8.72%       | 295                     | 0.25%                   |
| 시크교       | 1,672,753  | 6.13%    | 1,530,112  | 8.82%     | 32,627    | 0.67%   | 57,939                | 1.91%                 | 12,044           | 1.4%             | 39,910      | 3.72%       | 121                     | 0.1%                    |
| 기독교       | 432,724    | 1.59%    | 395,311    | 2.28%     | 20,304    | 0.42%   | 10,889                | 0.36%                 | 6,056            | 0.71%            | 136         | 0.01%       | 28                      | 0.02%                   |
| 부족 종교    | 37,603     | 0.14%    | 빈칸       | 빈칸      | 37,598    | 0.78%   | 빈칸                  | 빈칸                  | 3                | 0%               | 0           | 0%          | 2                       | 0%                      |
| 자이나교     | 13,215     | 0.05%    | 9,520      | 0.05%     | 3,687     | 0.08%   | 1                     | 0%                    | 7                | 0%               | 0           | 0%          | 0                       | 0%                      |
| 조로아스터교 | 4,253      | 0.02%    | 312        | 0%        | 3,841     | 0.08%   | 24                    | 0%                    | 76               | 0.01%            | 0           | 0%          | 0                       | 0%                      |
| 유대교       | 1,180      | 0.004%   | 7          | 0%        | 1,082     | 0.02%   | 71                    | 0%                    | 20               | 0%               | 0           | 0%          | 0                       | 0%                      |
| 불교         | 266        | 0.001%   | 87         | 0%        | 111       | 0%      | 25                    | 0%                    | 43               | 0.01%            | 0           | 0%          | 0                       | 0%                      |
| 그 외        | 19,228     | 0.07%    | 19,128     | 0.11%     | 0         | 0%      | 0                     | 0%                    | 11               | 0%               | 89          | 0.01%       | 0                       | 0%                      |
| 총 응답자    | 27,266,001 | 91.98%   | 17,340,103 | 100%      | 4,840,795 | 100%    | 3,038,067             | 56.1%                 | 857,835          | 100%             | 1,073,154   | 100%        | 116,047                 | 100%                    |
| 총 인구      | 29,643,600 | 100%     | 17,340,103 | 100%      | 4,840,795 | 100%    | 5,415,666             | 100%                  | 857,835          | 100%             | 1,073,154   | 100%        | 116,047                 | 100%                    |

### 1951년 인구 조사
파키스탄의 종교 (1951년 공식 인구 조사)

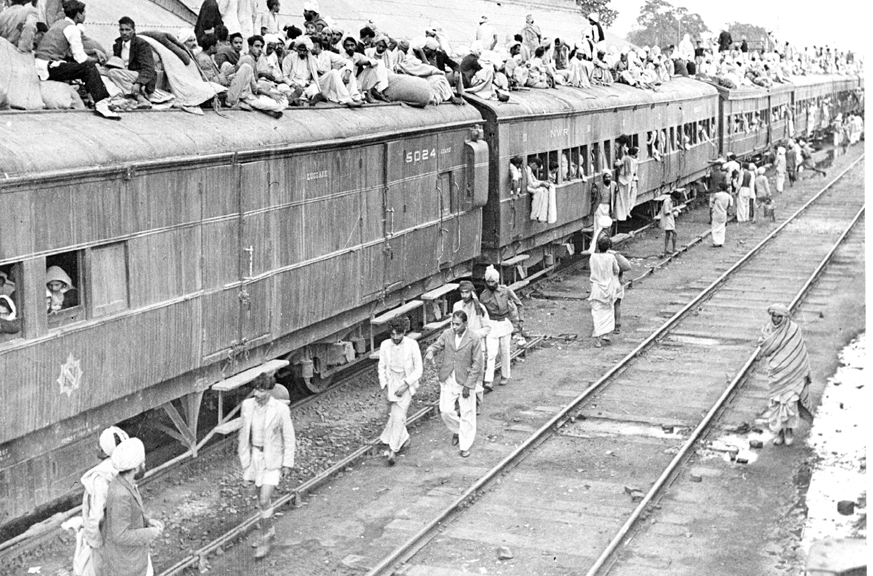
1947년 인도 분할 당시 난민

분할 이후, 파키스탄의 첫 인구 조사는 1951년에 실시되었고, 서파키스탄 (현재 파키스탄)의 무슬림 비율은 1941년 인구 조사에 따른 약 77.3 퍼센트에서 1951년 인구 조사에서 97.1 퍼센트로 오른 것이 확인되었으며 이와 대조적으로, 같은 기간에 서파키스탄 (현재 파키스탄)의 힌두교와 시크교 혼합 비율은 약 20.7 퍼센트에서 겨우 1.7 퍼센트로 떨어졌는데, 1947년 인도 분할이 인도 아대륙 전역, 특히 펀자브 지역에서 힌두교도, 무슬림, 시크교도 간의 유혈 폭동과 무차별적인 공동체 간 학살로 인한 것이었다. 이 결과로, 힌두교도와 시크교도 약 730만 명이 인도로, 무슬림 720만 명이 파키스탄으로 영구 이주하면서, 양국 모두 일정 부분 인구 구성의 변화로 이어졌다.
| 종교 집단    | 파키스탄   | 파키스탄 | 펀자브     | 펀자브 | 신드      | 신드   | 카이베르파크툰크와 | 카이베르파크툰크와 | 발루치스탄 | 발루치스탄 | AJK  | AJK  | 길기트-발티스탄 | 길기트-발티스탄 |
| 종교 집단    | 총 인구    | 백분율   | Pop.       | %      | Pop.      | %      | Pop.               | %                  | Pop.       | %          | Pop. | %    | Pop.            | %               |
| ------------ | ---------- | -------- | ---------- | ------ | --------- | ------ | ------------------ | ------------------ | ---------- | ---------- | ---- | ---- | --------------- | --------------- |
| 이슬람교     | 32,731,582 | 97.12%   | 20,200,794 | 97.89% | 5,535,645 | 91.53% | 5,858,080          | 99.89%             | 1,137,063  | 98.52%     | 빈칸 | 빈칸 | 빈칸            | 빈칸            |
| 힌두교       | 531,131    | 1.58%    | 33,052     | 0.16%  | 482,560   | 7.98%  | 2,432              | 0.04%              | 13,087     | 1.13%      | 빈칸 | 빈칸 | 빈칸            | 빈칸            |
| 기독교       | 432,978    | 1.28%    | 402,617    | 1.95%  | 22,601    | 0.37%  | 3,823              | 0.07%              | 3,937      | 0.34%      | 빈칸 | 빈칸 | 빈칸            | 빈칸            |
| 조로아스터교 | 5,320      | 0.02%    | 195        | 0%     | 5,046     | 0.08%  | 빈칸               | 빈칸               | 79         | 0.01%      | 빈칸 | 빈칸 | 빈칸            | 빈칸            |
| 불교         | 680        | 0.002%   | 9          | 0%     | 670       | 0.01%  | 빈칸               | 빈칸               | 1          | 0%         | 빈칸 | 빈칸 | 빈칸            | 빈칸            |
| 그 외        | 1,476      | 0.004%   | 35         | 0%     | 1,226     | 0.02%  | 215                | 0%                 | 0          | 0%         | 빈칸 | 빈칸 | 빈칸            | 빈칸            |
| 총 응답자    | 33,703,167 | 99.77%   | 20,636,702 | 99.93% | 6,047,748 | 99.89% | 5,864,550          | 99.4%              | 1,154,167  | 98.31%     | 빈칸 | 빈칸 | 빈칸            | 빈칸            |
| 총 인구      | 33,779,555 | 100%     | 20,651,140 | 100%   | 6,054,474 | 100%   | 5,899,905          | 100%               | 1,174,036  | 100%       | 빈칸 | 빈칸 | 빈칸            | 빈칸            |

### 1961년 인구 조사
| 종교 집단    | 파키스탄   | 파키스탄 | 펀자브     | 펀자브 | 신드      | 신드   | 카이베르파크툰크와 | 카이베르파크툰크와 | 발루치스탄 | 발루치스탄 | AJK  | AJK  | 길기트-발티스탄 | 길기트-발티스탄 |
| 종교 집단    | 총 인구    | 백분율   | Pop.       | %      | Pop.      | %      | Pop.               | %                  | Pop.       | %          | Pop. | %    | Pop.            | %               |
| ------------ | ---------- | -------- | ---------- | ------ | --------- | ------ | ------------------ | ------------------ | ---------- | ---------- | ---- | ---- | --------------- | --------------- |
| 이슬람교     | 41,666,153 | 97.17%   | 25,013,796 | 97.78% | 7,936,979 | 92.73% | 7,569,026          | 99.88%             | 1,146,352  | 98.74%     | 빈칸 | 빈칸 | 빈칸            | 빈칸            |
| 힌두교       | 621,805    | 1.45%    | 41,965     | 0.16%  | 568,530   | 6.64%  | 1,474              | 0.02%              | 9,836      | 0.85%      | 빈칸 | 빈칸 | 빈칸            | 빈칸            |
| 기독교       | 583,884    | 1.36%    | 524,770    | 2.05%  | 46,931    | 0.55%  | 7,463              | 0.1%               | 4,720      | 0.41%      | 빈칸 | 빈칸 | 빈칸            | 빈칸            |
| 조로아스터교 | 5,219      | 0.01%    | 251        | 0%     | 4,866     | 0.06%  | 10                 | 0%                 | 92         | 0.01%      | 빈칸 | 빈칸 | 빈칸            | 빈칸            |
| 불교         | 2,445      | 0.01%    | 757        | 0%     | 1,683     | 0.02%  | 4                  | 0%                 | 1          | 0%         | 빈칸 | 빈칸 | 빈칸            | 빈칸            |
| 그 외        | 872        | 0.002%   | 104        | 0%     | 549       | 0.01%  | 209                | 0%                 | 10         | 0%         | 빈칸 | 빈칸 | 빈칸            | 빈칸            |
| 총 응답자    | 42,880,378 | 99.77%   | 25,581,643 | 99.85% | 8,559,538 | 99.92% | 7,578,186          | 99.72%             | 1,161,011  | 97.34%     | 빈칸 | 빈칸 | 빈칸            | 빈칸            |
| 총 인구      | 42,978,261 | 100%     | 25,619,437 | 100%   | 8,566,512 | 100%   | 7,599,627          | 100%               | 1,192,685  | 100%       | 빈칸 | 빈칸 | 빈칸            | 빈칸            |

### 1972년 인구 조사
| 종교 집단    | 파키스탄   | 파키스탄 | 펀자브     | 펀자브 | 신드       | 신드   | 카이베르파크툰크와 | 카이베르파크툰크와 | 발루치스탄 | 발루치스탄 | ICT     | ICT    | AJK  | AJK  | 길기트-발티스탄 | 길기트-발티스탄 |
| 종교 집단    | 총 인구    | 백분율   | Pop.       | %      | Pop.       | %      | Pop.               | %                  | Pop.       | %          | Pop.    | %      | Pop. | %    | Pop.            | %               |
| ------------ | ---------- | -------- | ---------- | ------ | ---------- | ------ | ------------------ | ------------------ | ---------- | ---------- | ------- | ------ | ---- | ---- | --------------- | --------------- |
| 이슬람교     | 60,434,659 | 96.75%   | 36,610,508 | 97.34% | 13,212,500 | 93.34% | 7,998,232          | 99.58%             | 2,381,810  | 98.07%     | 231,609 | 98.64% | 빈칸 | 빈칸 | 빈칸            | 빈칸            |
| 기독교       | 907,861    | 1.45%    | 786,494    | 2.09%  | 95,777     | 0.68%  | 12,828             | 0.16%              | 9,807      | 0.4%       | 2,955   | 1.26%  | 빈칸 | 빈칸 | 빈칸            | 빈칸            |
| 힌두교       | 900,206    | 1.44%    | 61,405     | 0.16%  | 815,452    | 5.76%  | 5,014              | 0.06%              | 18,223     | 0.75%      | 112     | 0.05%  | 빈칸 | 빈칸 | 빈칸            | 빈칸            |
| 조로아스터교 | 9,589      | 0.02%    | 375        | 0%     | 8,923      | 0.06%  | 39                 | 0%                 | 173        | 0.01%      | 79      | 0.03%  | 빈칸 | 빈칸 | 빈칸            | 빈칸            |
| 불교         | 4,318      | 0.01%    | 1,386      | 0%     | 2,736      | 0.02%  | 77                 | 0%                 | 61         | 0%         | 58      | 0.02%  | 빈칸 | 빈칸 | 빈칸            | 빈칸            |
| 그 외        | 205,250    | 0.33%    | 149,991    | 0.4%   | 20,521     | 0.14%  | 16,134             | 0.2%               | 18,604     | 0.77%      | 0       | 0%     | 빈칸 | 빈칸 | 빈칸            | 빈칸            |
| 총 응답자    | 62,461,883 | 95.64%   | 37,610,159 | 100%   | 14,155,909 | 100%   | 8,032,324          | 73.83%             | 2,428,678  | 100%       | 234,813 | 100%   | 빈칸 | 빈칸 | 빈칸            | 빈칸            |
| 총 인구      | 65,309,340 | 100%     | 37,610,159 | 100%   | 14,155,909 | 100%   | 10,879,781         | 100%               | 2,428,678  | 100%       | 234,813 | 100%   | 빈칸 | 빈칸 | 빈칸            | 빈칸            |

### 1981년 인구 조사
| 종교 집단    | 파키스탄   | 파키스탄 | 펀자브     | 펀자브 | 신드       | 신드   | 카이베르파크툰크와 | 카이베르파크툰크와 | 발루치스탄 | 발루치스탄 | ICT     | ICT    | AJK  | AJK  | 길기트-발티스탄 | 길기트-발티스탄 |
| 종교 집단    | 총 인구    | 백분율   | Pop.       | %      | Pop.       | %      | Pop.               | %                  | Pop.       | %          | Pop.    | %      | Pop. | %    | Pop.            | %               |
| ------------ | ---------- | -------- | ---------- | ------ | ---------- | ------ | ------------------ | ------------------ | ---------- | ---------- | ------- | ------ | ---- | ---- | --------------- | --------------- |
| 이슬람       | 81,450,057 | 96.67%   | 46,110,205 | 97.5%  | 17,556,712 | 92.26% | 13,194,345         | 99.51%             | 4,257,628  | 98.27%     | 331,167 | 97.32% | 빈칸 | 빈칸 | 빈칸            | 빈칸            |
| 기독교       | 1,310,426  | 1.56%    | 1,061,037  | 2.24%  | 176,898    | 0.93%  | 44,514             | 0.34%              | 20,131     | 0.46%      | 7,846   | 2.31%  | 빈칸 | 빈칸 | 빈칸            | 빈칸            |
| 힌두교       | 1,276,116  | 1.51%    | 29,268     | 0.06%  | 1,221,961  | 6.42%  | 5,253              | 0.04%              | 19,598     | 0.45%      | 36      | 0.01%  | 빈칸 | 빈칸 | 빈칸            | 빈칸            |
| 아흐마디야   | 104,244    | 0.12%    | 63,694     | 0.13%  | 21,210     | 0.11%  | 12,333             | 0.09%              | 5,824      | 0.13%      | 1,183   | 0.35%  | 빈칸 | 빈칸 | 빈칸            | 빈칸            |
| 조로아스터교 | 7,007      | 0.01%    | 1,766      | 0%     | 4,305      | 0.02%  | 462                | 0%                 | 439        | 0.01%      | 35      | 0.01%  | 빈칸 | 빈칸 | 빈칸            | 빈칸            |
| 불교         | 2,639      | 0.003%   | 756        | 0%     | 1,714      | 0.01%  | 58                 | 0%                 | 106        | 0%         | 5       | 0%     | 빈칸 | 빈칸 | 빈칸            | 빈칸            |
| 시크교       | 2,146      | 0.003%   | 832        | 0%     | 393        | 0%     | 729                | 0.01%              | 189        | 0%         | 3       | 0%     | 빈칸 | 빈칸 | 빈칸            | 빈칸            |
| 그 외        | 101,009    | 0.12%    | 24,883     | 0.05%  | 45,473     | 0.24%  | 2,181              | 0.02%              | 28,461     | 0.66%      | 11      | 0%     | 빈칸 | 빈칸 | 빈칸            | 빈칸            |
| 총 응답자    | 84,253,644 | 100%     | 47,292,441 | 100%   | 19,028,666 | 100%   | 13,259,875         | 100%               | 4,332,376  | 100%       | 340,286 | 100%   | 빈칸 | 빈칸 | 빈칸            | 빈칸            |
| 총인구       | 84,253,644 | 100%     | 47,292,441 | 100%   | 19,028,666 | 100%   | 13,259,875         | 100%               | 4,332,376  | 100%       | 340,286 | 100%   | 빈칸 | 빈칸 | 빈칸            | 빈칸            |

### 1998년 인구 조사
| 종교 집    | 파키스탄    | 파키스탄 | 펀자브     | 펀자브 | 신드       | 신드   | 카이베르파크툰크와 | 카이베르파크툰크와 | 발루치스탄 | 발루치스탄 | ICT     | ICT    | AJK  | AJK  | 길기트-발티스탄 | 길기트-발티스탄 |
| 종교 집    | 총 인구     | 백분율   | Pop.       | %      | Pop.       | %      | Pop.               | %                  | Pop.       | %          | Pop.    | %      | Pop. | %    | Pop.            | %               |
| ---------- | ----------- | -------- | ---------- | ------ | ---------- | ------ | ------------------ | ------------------ | ---------- | ---------- | ------- | ------ | ---- | ---- | --------------- | --------------- |
| 이슬람교   | 127,433,409 | 96.28%   | 71,574,830 | 97.22% | 27,796,814 | 91.32% | 20,808,480         | 99.47%             | 6,484,006  | 98.75%     | 769,279 | 95.53% | 빈칸 | 빈칸 | 빈칸            | 빈칸            |
| 힌두교     | 2,443,614   | 1.85%    | 116,410    | 0.16%  | 2,280,842  | 7.49%  | 7,011              | 0.03%              | 39,146     | 0.6%       | 205     | 0.03%  | 빈칸 | 빈칸 | 빈칸            | 빈칸            |
| 기독교     | 2,092,902   | 1.58%    | 1,699,843  | 2.31%  | 294,885    | 0.97%  | 38,974             | 0.19%              | 26,462     | 0.4%       | 32,738  | 4.07%  | 빈칸 | 빈칸 | 빈칸            | 빈칸            |
| 아흐마디야 | 286,212     | 0.22%    | 181,428    | 0.25%  | 43,524     | 0.14%  | 48,703             | 0.23%              | 9,800      | 0.15%      | 2,757   | 0.34%  | 빈칸 | 빈칸 | 빈칸            | 빈칸            |
| 그 외      | 96,142      | 0.07%    | 48,779     | 0.07%  | 23,828     | 0.08%  | 16,808             | 0.08%              | 6,471      | 0.1%       | 256     | 0.03%  | 빈칸 | 빈칸 | 빈칸            | 빈칸            |
| 총 응답자  | 132,352,279 | 100%     | 73,621,290 | 100%   | 30,439,893 | 100%   | 20,919,976         | 100%               | 6,565,885  | 100%       | 805,235 | 100%   | 빈칸 | 빈칸 | 빈칸            | 빈칸            |
| 총인구     | 132,352,279 | 100%     | 73,621,290 | 100%   | 30,439,893 | 100%   | 20,919,976         | 100%               | 6,565,885  | 100%       | 805,235 | 100%   | 빈칸 | 빈칸 | 빈칸            | 빈칸            |

### 2017년 인구 조사
파키스탄의 2017년 인구 조사에 따르면, 인구는 207,684,000명이었다. 파키스탄 공익위원회 (Council of Common Interests, CCI)는 인구 잠정 수치 2억 775만 4천 명의 공개를 승인하였다. 최종 결과에서는 파키스탄의 총 인구가 잠정 수치에서 68,738명 또는 0.033% 감소한 2억 768만 4천 명인 것으로 나타났다.
2018년 기준, 파키스탄의 비무슬림 투표권자 368만 명이 존재했 (177만 명은 힌두교도, 164만 명은 기독교도, 167,505명은 아흐마디야, 31,543명은 바하이교도, 8,852은 시크교도, 4,020명은 파르시인, 1,884명은 불교도 및 칼라쉬인 같은 그 외). 파키스탄 국립기록등록청 (NADRA)은 통계에서 혼동을 일으켜 이슬람교에서 다른 종교로 선포 및 바꾸는 것이 거의 불가능하다고 하였다.
| 종교 집단  | 파키스탄    | 파키스탄 | 펀자브      | 펀자브 | 신드       | 신드   | 카이베르파크툰크와 | 카이베르파크툰크와 | 발루치스탄 | 발루치스탄 | ICT       | ICT    | AJK  | AJK  | 길기트-발티스탄 | 길기트-발티스탄 |
| 종교 집단  | 총 인구     | 백분율   | Pop.        | %      | Pop.       | %      | Pop.               | %                  | Pop.       | %          | Pop.      | %      | Pop. | %    | Pop.            | %               |
| ---------- | ----------- | -------- | ----------- | ------ | ---------- | ------ | ------------------ | ------------------ | ---------- | ---------- | --------- | ------ | ---- | ---- | --------------- | --------------- |
| 이슬람교   | 200,362,718 | 96.47%   | 107,541,602 | 97.77% | 43,234,107 | 90.34% | 35,428,857         | 99.79%             | 12,246,275 | 99.28%     | 1,911,877 | 95.43% | 빈칸 | 빈칸 | 빈칸            | 빈칸            |
| 힌두교     | 4,444,870   | 2.14%    | 211,641     | 0.19%  | 4,176,986  | 8.73%  | 6,373              | 0.02%              | 49,133     | 0.4%       | 737       | 0.04%  | 빈칸 | 빈칸 | 빈칸            | 빈칸            |
| 기독교     | 2,642,048   | 1.27%    | 2,063,063   | 1.88%  | 408,301    | 0.85%  | 50,018             | 0.14%              | 33,819     | 0.27%      | 86,847    | 4.34%  | 빈칸 | 빈칸 | 빈칸            | 빈칸            |
| 아흐마디야 | 191,737     | 0.09%    | 158,021     | 0.14%  | 21,661     | 0.05%  | 7,204              | 0.02%              | 2,113      | 0.02%      | 2,738     | 0.14%  | 빈칸 | 빈칸 | 빈칸            | 빈칸            |
| 그 외      | 43,253      | 0.02%    | 15,328      | 0.01%  | 13,455     | 0.03%  | 9,512              | 0.03%              | 3,789      | 0.03%      | 1,169     | 0.06%  | 빈칸 | 빈칸 | 빈칸            | 빈칸            |
| 총 응답자  | 207,684,626 | 100%     | 109,989,655 | 100%   | 47,854,510 | 100%   | 35,501,964         | 100%               | 12,335,129 | 100%       | 2,003,368 | 100%   | 빈칸 | 빈칸 | 빈칸            | 빈칸            |
| 총 인구    | 207,684,626 | 100%     | 109,989,655 | 100%   | 47,854,510 | 100%   | 35,501,964         | 100%               | 12,335,129 | 100%       | 2,003,368 | 100%   | 빈칸 | 빈칸 | 빈칸            | 빈칸            |

#### 세부 내용
파키스탄 통계국은 2021년 5월 19일에 207년 인구 조사의 종교 자료를 공개했다. 96.47%가 무슬림, 뒤를 이어 2.14%가 힌두교도, 1.27%가 기독교인, 0.09%가 아흐마디야, 0.02%가 그 외이었다.
종교 소수 집단들에 대한 일부 지도가 존재한다. 2017년 인구 조사는 힌두교의 성장하는 비율을 보여주며, 신드 지방의 빈곤한 힌두교도 사이의 높은 출산율에서 주로 기인한다. 이 인구 조사는 또한 파키스탄의 첫 힌두교도 다수 지역이 나타났는데 이곳은 바로 우메르코트구로 과거에는 무슬림들이 다수이었다.
한편, 절대적인 수치 자체는 상승하던 파키스탄 내 기독교는 지난 인구 조사 이래로 백분율 값은 크게 하락했다. 이는 파키스탄의 기독교인들이 무슬림이나 힌두교도보다 크게 낮은 출산율을 띤다는 점 및 파키스탄에서 고도로 발전된 지역인 (라호르구 (기독교인 5% 이상), 이슬라마바드 수도권 (기독교인 4% 이상), 북펀자브 등에 집중되어있다는 점에서 비롯했다.
아흐마디야 운동은 1988년과 2017년 사이 규모 (절대적 수치 및 백분율)가 줄어들었고, 반면 라리안 테실, 치니오트구 등에 집중되어 있는데 이곳들은 아흐마디야의 비율이 대략 13%이다.
2017년 인구 조사 기준 주별 파키스탄의 소수 종교 단체 지도는 다음과 같다:

파키스탄의 2017년 인구 조사에 따른 구별 힌두교도 비율
파키스탄의 2017년 인구 조사에 따른 구별 기독교도 비율
파키스탄의 2017년 인구 조사에 따른 구별 아흐마디야 비율

### 2023년 파키스탄의 종교 인구[80]
| 종교                                            | 인구        | %      |
| ----------------------------------------------- | ----------- | ------ |
| 무슬림 ()                                       | 231,686,709 | 96.35% |
| 힌두교도 ()                                     | 5,217,216   | 2.17%  |
| 기독교도 ()                                     | 3,300,788   | 1.37%  |
| 아흐마디야                                      | 162,684     | 0.07%  |
| 시크교도                                        | 15,998      | 0.01%  |
| 조로아스터교도                                  | 2,348       | <0.01% |
| 그 외(칼라쉬인,바하이교도, 불교도, 유대교도 등) | 72,346      | 0.03%  |
| 합계                                            | 240,458,089 | 100%   |

## 지방별 종교 인구

### 펀자브
| 종교 집단    | 1881년    | 1881년  | 1901년     | 1901년  | 1911년     | 1911년  | 1921년     | 1921년  | 1931년     | 1931년  | 1941년     | 1941년 | 1951년     | 1951년  | 1998년     | 1998년 | 2017년      | 2017년 | 2023년      | 2023년  |
| 종교 집단    | Pop.      | %       | Pop.       | %       | Pop.       | %       | Pop.       | %       | Pop.       | %       | Pop.       | %      | Pop.       | %       | Pop.       | %      | Pop.        | %      | Pop.        | %       |
| ------------ | --------- | ------- | ---------- | ------- | ---------- | ------- | ---------- | ------- | ---------- | ------- | ---------- | ------ | ---------- | ------- | ---------- | ------ | ----------- | ------ | ----------- | ------- |
| 이슬람교     | 6,201,859 | 78.09%  | 7,951,155  | 76.25%  | 8,494,314  | 76.49%  | 8,975,288  | 75.49%  | 10,570,029 | 75.28%  | 13,022,160 | 75.06% | 20,200,794 | 97.89%  | 71,574,830 | 97.22% | 107,541,602 | 97.77% | 124,462,897 | 97.75%  |
| 힌두교       | 1,449,913 | 18.26%  | 1,944,363  | 18.65%  | 1,645,758  | 14.82%  | 1,797,141  | 15.12%  | 1,957,878  | 13.94%  | 2,373,466  | 13.68% | 33,052     | 0.16%   | 116,410    | 0.16%  | 211,641     | 0.19%  | 249,716     | 0.2%    |
| 시크교       | 272,908   | 3.44%   | 483,999    | 4.64%   | 813,441    | 7.33%   | 863,091    | 7.26%   | 1,180,789  | 8.41%   | 1,530,112  | 8.82%  | 빈칸       | 빈칸    | 빈칸       | 빈칸   | 빈칸        | 빈칸   | 5,649       | 0.004%  |
| 기독교       | 12,992    | 0.16%   | 42,371     | 0.41%   | 144,514    | 1.3%    | 247,030    | 2.08%   | 324,730    | 2.31%   | 395,311    | 2.28%  | 402,617    | 1.95%   | 1,699,843  | 2.31%  | 2,063,063   | 1.88%  | 2,458,924   | 1.93%   |
| 자이나교     | 4,352     | 0.05%   | 5,562      | 0.05%   | 5,977      | 0.05%   | 5,930      | 0.05%   | 6,921      | 0.05%   | 9,520      | 0.05%  | 빈칸       | 빈칸    | 빈칸       | 빈칸   | 빈칸        | 빈칸   | 빈칸        | 빈칸    |
| 조로아스터교 | 354       | 0.004%  | 300        | 0.003%  | 377        | 0.003%  | 309        | 0.003%  | 413        | 0.003%  | 312        | 0.002% | 195        | 0.001%  | 빈칸       | 빈칸   | 빈칸        | 빈칸   | 358         | 0.0003% |
| 불교         | 0         | 0%      | 6          | 0.0001% | 168        | 0.002%  | 172        | 0.001%  | 32         | 0.0002% | 87         | 0.001% | 9          | 0%      | 빈칸       | 빈칸   | 빈칸        | 빈칸   | 빈칸        | 빈칸    |
| 유대교       | 빈칸      | 빈칸    | 9          | 0.0001% | 36         | 0.0003% | 16         | 0.0001% | 6          | 0%      | 7          | 0%     | 빈칸       | 빈칸    | 빈칸       | 빈칸   | 빈칸        | 빈칸   | 빈칸        | 빈칸    |
| 아흐마디야   | 빈칸      | 빈칸    | 빈칸       | 빈칸    | 빈칸       | 빈칸    | 빈칸       | 빈칸    | 빈칸       | 빈칸    | 빈칸       | 빈칸   | 빈칸       | 빈칸    | 181,428    | 0.25%  | 158,021     | 0.14%  | 140,512     | 0.11%   |
| 그 외        | 21        | 0.0003% | 0          | 0%      | 0          | 0%      | 8          | 0.0001% | 0          | 0%      | 19,534     | 0.11%  | 35         | 0.0002% | 48,779     | 0.07%  | 15,328      | 0.01%  | 15,249      | 0.01%   |
| 총 응답자    | 7,942,399 | 100%    | 10,427,765 | 100%    | 11,104,585 | 100%    | 11,888,985 | 100%    | 14,040,798 | 100%    | 17,350,103 | 100%   | 20,636,702 | 99.93%  | 73,621,290 | 100%   | 109,989,655 | 100%   | 127,333,305 | 99.72%  |
| 총 인구      | 7,942,399 | 100%    | 10,427,765 | 100%    | 11,104,585 | 100%    | 11,888,985 | 100%    | 14,040,798 | 100%    | 17,350,103 | 100%   | 20,651,140 | 100%    | 73,621,290 | 100%   | 109,989,655 | 100%   | 127,688,922 | 100%    |

### 신드
| 종교 집단    | 1872년    | 1872년 | 1881년    | 1881년 | 1891년    | 1891년 | 1901년    | 1901년 | 1911년    | 1911년 | 1921년    | 1921년 | 1931년    | 1931년 | 1941년:28 | 1941년:28 | 1951년    | 1951년 | 1998년     | 1998년 | 2017년     | 2017년 | 2023년     | 2023년 |
| 종교 집단    | Pop.      | %      | Pop.      | %      | Pop.      | %      | Pop.      | %      | Pop.      | %      | Pop.      | %      | Pop.      | %      | Pop.      | %         | Pop.      | %      | Pop.       | %      | Pop.       | %      | Pop.       | %      |
| ------------ | --------- | ------ | --------- | ------ | --------- | ------ | --------- | ------ | --------- | ------ | --------- | ------ | --------- | ------ | --------- | --------- | --------- | ------ | ---------- | ------ | ---------- | ------ | ---------- | ------ |
| 이슬람교     | 1,712,221 | 78.1%  | 1,989,630 | 78.24% | 2,318,180 | 77.18% | 2,609,337 | 76.52% | 2,822,756 | 75.53% | 2,562,700 | 73.8%  | 3,017,377 | 73.34% | 3,462,015 | 71.52%    | 5,535,645 | 91.53% | 27,796,814 | 91.32% | 43,234,107 | 90.34% | 50,126,428 | 90.09% |
| 힌두교       | 475,848   | 21.7%  | 544,848   | 21.43% | 674,371   | 22.45% | 787,683   | 23.1%  | 877,313   | 23.47% | 876,629   | 25.24% | 1,055,119 | 25.65% | 1,279,530 | 26.43%    | 482,560   | 7.98%  | 2,280,842  | 7.49%  | 4,176,986  | 8.73%  | 4,901,407  | 8.81%  |
| 기독교       | 3,329     | 0.15%  | 6,082     | 0.24%  | 7,768     | 0.26%  | 7,825     | 0.23%  | 10,917    | 0.29%  | 11,734    | 0.34%  | 15,152    | 0.37%  | 20,304    | 0.42%     | 22,601    | 0.37%  | 294,885    | 0.97%  | 408,301    | 0.85%  | 546,968    | 0.98%  |
| 조로아스터교 | 810       | 0.04%  | 1,063     | 0.04%  | 1,534     | 0.05%  | 2,000     | 0.06%  | 2,411     | 0.06%  | 2,913     | 0.08%  | 3,537     | 0.09%  | 3,841     | 0.08%     | 5,046     | 0.08%  | 빈칸       | 빈칸   | 빈칸       | 빈칸   | 1,763      | 0.003% |
| 유대교       | 35        | 0%     | 153       | 0.01%  | 210       | 0.01%  | 428       | 0.01%  | 595       | 0.02%  | 671       | 0.02%  | 985       | 0.02%  | 1,082     | 0.02%     | 빈칸      | 빈칸   | 빈칸       | 빈칸   | 빈칸       | 빈칸   | 빈칸       | 빈칸   |
| 자이나교     | 빈칸      | 빈칸   | 1,191     | 0.05%  | 923       | 0.03%  | 921       | 0.03%  | 1,349     | 0.04%  | 1,534     | 0.04%  | 1,144     | 0.03%  | 3,687     | 0.08%     | 빈칸      | 빈칸   | 빈칸       | 빈칸   | 빈칸       | 빈칸   | 빈칸       | 빈칸   |
| 불교         | 빈칸      | 빈칸   | 9         | 0%     | 2         | 0%     | 0         | 0%     | 21        | 0.001% | 41        | 0.001% | 53        | 0.001% | 111       | 0.002%    | 670       | 0.01%  | 빈칸       | 빈칸   | 빈칸       | 빈칸   | 빈칸       | 빈칸   |
| 시크교       | 빈칸      | 빈칸   | 빈칸      | 빈칸   | 720       | 0.02%  | 빈칸      | 빈칸   | 12,339    | 0.33%  | 8,036     | 0.23%  | 19,172    | 0.47%  | 32,627    | 0.67%     | 빈칸      | 빈칸   | 빈칸       | 빈칸   | 빈칸       | 빈칸   | 5,182      | 0.01%  |
| 부족 종교    | 빈칸      | 빈칸   | 빈칸      | 빈칸   | 빈칸      | 빈칸   | 빈칸      | 빈칸   | 9,224     | 0.25%  | 8,186     | 0.24%  | 204       | 0%     | 37,598    | 0.78%     | 빈칸      | 빈칸   | 빈칸       | 빈칸   | 빈칸       | 빈칸   | 빈칸       | 빈칸   |
| 아흐마디야   | 빈칸      | 빈칸   | 빈칸      | 빈칸   | 빈칸      | 빈칸   | 빈칸      | 빈칸   | 빈칸      | 빈칸   | 빈칸      | 빈칸   | 빈칸      | 빈칸   | 빈칸      | 빈칸      | 빈칸      | 빈칸   | 43,524     | 0.14%  | 21,661     | 0.05%  | 18,266     | 0.03%  |
| 그 외        | 172       | 0.01%  | 0         | 0%     | 3         | 0%     | 2,029     | 0.06%  | 298       | 0.01%  | 64        | 0.002% | 1,510     | 0.04%  | 0         | 0%        | 1,226     | 0.02%  | 23,828     | 0.08%  | 13,455     | 0.03%  | 38,395     | 0.07%  |
| 총 응답자    | 2,192,415 | 94.39% | 2,542,976 | 100%   | 3,003,711 | 100%   | 3,410,223 | 100%   | 3,737,223 | 100%   | 3,472,508 | 100%   | 4,114,253 | 100%   | 4,840,795 | 100%      | 6,047,748 | 99.89% | 30,439,893 | 100%   | 47,854,510 | 100%   | 55,638,409 | 99.9%  |
| 총 인구      | 2,322,765 | 100%   | 2,542,976 | 100%   | 3,003,711 | 100%   | 3,410,223 | 100%   | 3,737,223 | 100%   | 3,472,508 | 100%   | 4,114,253 | 100%   | 4,840,795 | 100%      | 6,054,474 | 100%   | 30,439,893 | 100%   | 47,854,510 | 100%   | 55,696,147 | 100%   |

### 카이베르파크툰크와
| 이슬람교 | 1,787,341 | 91.4%   | 2,088,015 | 91.51%  | 1,890,479 | 92.19%  | 2,039,994 | 92.86%  | 2,062,786 | 91.62%  | 2,227,303 | 91.84%  | 2,788,797 | 91.8%  | 5,858,080 | 99.89% | 20,808,480 | 99.47% | 35,428,857 | 99.79% | 40,486,153 | 99.62%  |
| 힌두교 | 154,081   | 7.88%   | 166,984   | 7.32%   | 129,306   | 6.31%   | 119,942   | 5.46%   | 149,881   | 6.66%   | 142,977   | 5.9%    | 180,321   | 5.94%  | 2,432     | 0.04%  | 7,011      | 0.03%  | 6,373      | 0.02%  | 6,102      | 0.02%   |
| 시크교 | 9,205     | 0.47%   | 21,110    | 0.93%   | 25,733    | 1.25%   | 30,345    | 1.38%   | 28,040    | 1.25%   | 42,510    | 1.75%   | 57,939    | 1.91%  | 빈칸      | 빈칸   | 빈칸       | 빈칸   | 빈칸       | 빈칸   | 4,050      | 0.01%   |
| 기독교 | 4,725     | 0.24%   | 5,437     | 0.24%   | 5,119     | 0.25%   | 6,585     | 0.3%    | 10,610    | 0.47%   | 12,213    | 0.5%    | 10,889    | 0.36%  | 3,823     | 0.07%  | 38,974     | 0.19%  | 50,018     | 0.14%  | 134,884    | 0.33%   |
| 자이나교 | 106       | 0.01%   | 108       | 0.005%  | 37        | 0.002%  | 4         | 0.0002% | 3         | 0.0001% | 0         | 0%      | 1         | 0%     | 빈칸      | 빈칸   | 빈칸       | 빈칸   | 빈칸       | 빈칸   | 빈칸       | 빈칸    |
| 조로아스터교 | 52        | 0.003%  | 48        | 0.002%  | 46        | 0.002%  | 49        | 0.002%  | 20        | 0.001%  | 60        | 0.002%  | 24        | 0.001% | 빈칸      | 빈칸   | 빈칸       | 빈칸   | 빈칸       | 빈칸   | 36         | 0.0001% |
| 불교 | 0         | 0%      | 0         | 0%      | 0         | 0%      | 0         | 0%      | 0         | 0%      | 2         | 0.0001% | 25        | 0.001% | 빈칸      | 빈칸   | 빈칸       | 빈칸   | 빈칸       | 빈칸   | 빈칸       | 빈칸    |
| 유대교 | 빈칸      | 빈칸    | 4         | 0.0002% | 4         | 0.0002% | 14        | 0.001%  | 0         | 0%      | 11        | 0.0005% | 71        | 0.002% | 빈칸      | 빈칸   | 빈칸       | 빈칸   | 빈칸       | 빈칸   | 빈칸       | 빈칸    |
| 아흐마디야 | 빈칸      | 빈칸    | 빈칸      | 빈칸    | 빈칸      | 빈칸    | 빈칸      | 빈칸    | 빈칸      | 빈칸    | 빈칸      | 빈칸    | 빈칸      | 빈칸   | 빈칸      | 빈칸   | 48,703     | 0.23%  | 7,204      | 0.02%  | 951        | 0.002%  |
| 그 외 | 5         | 0.0003% | 2         | 0.0001% | 0         | 0%      | 0         | 0%      | 0         | 0%      | 0         | 0%      | 0         | 0%     | 215       | 0.004% | 16,808     | 0.08%  | 9,512      | 0.03%  | 8,944      | 0.02%   |
| 총 응답자 | 1,955,515 | 100%    | 2,281,708 | 100%    | 2,050,724 | 96.48%  | 2,196,933 | 57.53%  | 2,251,340 | 44.35%  | 2,425,076 | 51.77%  | 3,038,067 | 56.1%  | 5,864,550 | 99.4%  | 20,919,976 | 100%   | 35,501,964 | 100%   | 40,641,120 | 99.47%  |
| 총 인구 | 1,955,515 | 100%    | 2,281,708 | 100%    | 2,125,480 | 100%    | 3,819,027 | 100%    | 5,076,476 | 100%    | 4,684,364 | 100%    | 5,415,666 | 100%   | 5,899,905 | 100%   | 20,919,976 | 100%   | 35,501,964 | 100%   | 40,856,097 | 100%    |
| 참조1: 분할 이전 인구에 대한 종교 자료는 북서변경주가 유일하고 연방 직할 부족 지역는 배제되어 있는데 (두 행정 구역은 이후 2018년에 합병되어 카이베르파크툰크와를 형성됐다), 종교 자료는 당시 연방 직할 부족 지역에서는 수집되지 않았다. 참조2: 1951년, 1998년, 2017년 인구의 종교 자료는 북서변경주와 연방 직할 부족 지역를 합한 것으로, 두 행정 구역은 이후 2018년에 합병되어 카이베르파크툰크와를 형성됐다. |           |         |           |         |           |         |           |         |           |         |           |         |           |        |           |        |            |        |            |        |            |         |

### 발루치스탄
| 종교 집단    | 1901년  | 1901년 | 1911년  | 1911년 | 1921년  | 1921년 | 1931년  | 1931년 | 1941년  | 1941년 | 1951년    | 1951년 | 1998년    | 1998년 | 2017년     | 2017년 | 2023년     | 2023년 |
| 종교 집단    | Pop.    | %      | Pop.    | %      | Pop.    | %      | Pop.    | %      | Pop.    | %      | Pop.      | %      | Pop.      | %      | Pop.       | %      | Pop.       | %      |
| ------------ | ------- | ------ | ------- | ------ | ------- | ------ | ------- | ------ | ------- | ------ | --------- | ------ | --------- | ------ | ---------- | ------ | ---------- | ------ |
| 이슬람교     | 765,368 | 94.4%  | 782,648 | 93.76% | 733,477 | 91.73% | 798,093 | 91.88% | 785,181 | 91.53% | 1,137,063 | 98.52% | 6,484,006 | 98.75% | 12,255,528 | 99.28% | 14,429,568 | 99.09% |
| 힌두교       | 38,158  | 4.71%  | 38,326  | 4.59%  | 51,348  | 6.42%  | 53,681  | 6.18%  | 54,394  | 6.34%  | 13,087    | 1.13%  | 39,146    | 0.6%   | 49,378     | 0.4%   | 59,107     | 0.41%  |
| 시크교       | 2,972   | 0.37%  | 8,390   | 1.01%  | 7,741   | 0.97%  | 8,425   | 0.97%  | 12,044  | 1.4%   | 빈칸      | 빈칸   | 빈칸      | 빈칸   | 빈칸       | 빈칸   | 1,057      | 0.007% |
| 기독교       | 4,026   | 0.5%   | 5,085   | 0.61%  | 6,693   | 0.84%  | 8,059   | 0.93%  | 6,056   | 0.71%  | 3,937     | 0.34%  | 26,462    | 0.4%   | 33,330     | 0.27%  | 62,731     | 0.43%  |
| 조로아스터교 | 166     | 0.02%  | 170     | 0.02%  | 165     | 0.02%  | 167     | 0.02%  | 76      | 0.01%  | 79        | 0.01%  | 빈칸      | 빈칸   | 빈칸       | 빈칸   | 181        | 0%     |
| 유대교       | 48      | 0.01%  | 57      | 0.01%  | 19      | 0.002% | 17      | 0.002% | 20      | 0.002% | 빈칸      | 빈칸   | 빈칸      | 빈칸   | 빈칸       | 빈칸   | 빈칸       | 빈칸   |
| 자이나교     | 8       | 0.001% | 10      | 0.001% | 17      | 0.002% | 17      | 0.002% | 7       | 0.001% | 빈칸      | 빈칸   | 빈칸      | 빈칸   | 빈칸       | 빈칸   | 빈칸       | 빈칸   |
| 불교         | 0       | 0%     | 16      | 0.002% | 160     | 0.02%  | 68      | 0.01%  | 43      | 0.01%  | 1         | 0%     | 빈칸      | 빈칸   | 빈칸       | 빈칸   | 빈칸       | 빈칸   |
| 아흐마디야   | 빈칸    | 빈칸   | 빈칸    | 빈칸   | 빈칸    | 빈칸   | 빈칸    | 빈칸   | 빈칸    | 빈칸   | 빈칸      | 빈칸   | 9,800     | 0.15%  | 2,469      | 0.02%  | 557        | 0.004% |
| 그 외        | 0       | 0%     | 1       | 0%     | 5       | 0.001% | 75      | 0.009% | 14      | 0.002% | 0         | 0%     | 6,471     | 0.1%   | 3,703      | 0.03%  | 8,810      | 0.06%  |
| 총 응답자    | 810,746 | 100%   | 834,703 | 100%   | 799,625 | 100%   | 868,617 | 100%   | 857,835 | 100%   | 1,154,167 | 98.31% | 6,565,885 | 100%   | 12,344,408 | 100%   | 14,562,011 | 97.77% |
| 총 인구      | 810,746 | 100%   | 834,703 | 100%   | 799,625 | 100%   | 868,617 | 100%   | 857,835 | 100%   | 1,174,036 | 100%   | 6,565,885 | 100%   | 12,344,408 | 100%   | 14,894,402 | 100%   |

### 아자드 잠무 카슈미르
| 종교 집단    | 1891년  | 1891년 | 1901년  | 1901년 | 1911년  | 1911년 | 1921년  | 1921년 | 1931년  | 1931년 | 1941년:337–352 | 1941년:337–352 |
| 종교 집단    | Pop.    | %      | Pop.    | %      | Pop.    | %      | Pop.    | %      | Pop.    | %      | Pop.           | %              |
| ------------ | ------- | ------ | ------- | ------ | ------- | ------ | ------- | ------ | ------- | ------ | -------------- | -------------- |
| 이슬람교     | 659,265 | 86.87% | 747,426 | 85.62% | 749,945 | 87.76% | 780,607 | 88.02% | 850,135 | 87.68% | 939,460        | 87.54%         |
| 힌두교       | 92,639  | 12.21% | 108,331 | 12.41% | 84,130  | 9.85%  | 81,733  | 9.22%  | 87,554  | 9.03%  | 93,559         | 8.72%          |
| 시크교       | 6,918   | 0.91%  | 17,132  | 1.96%  | 20,391  | 2.39%  | 24,491  | 2.76%  | 31,709  | 3.27%  | 39,910         | 3.72%          |
| 자이나교     | 64      | 0.01%  | 0       | 0%     | 8       | 0%     | 6       | 0%     | 11      | 0%     | 0              | 0%             |
| 기독교       | 21      | 0%     | 18      | 0%     | 55      | 0.01%  | 24      | 0%     | 168     | 0.02%  | 136            | 0.01%          |
| 불교         | 0       | 0%     | 0       | 0%     | 2       | 0%     | 0       | 0%     | 0       | 0%     | 0              | 0%             |
| 조로아스터교 | 0       | 0%     | 0       | 0%     | 0       | 0%     | 0       | 0%     | 1       | 0%     | 0              | 0%             |
| 부족 종교    | 0       | 0%     | 빈칸    | 빈칸   | 빈칸    | 빈칸   | 빈칸    | 빈칸   | 0       | 0%     | 0              | 0%             |
| 유대교       | 빈칸    | 빈칸   | 빈칸    | 빈칸   | 빈칸    | 빈칸   | 빈칸    | 빈칸   | 빈칸    | 빈칸   | 0              | 0%             |
| 그 외        | 0       | 0%     | 8       | 0%     | 0       | 0%     | 0       | 0%     | 0       | 0%     | 89             | 0.01%          |
| 총 인구      | 758,907 | 100%   | 872,915 | 100%   | 854,531 | 100%   | 886,861 | 100%   | 969,578 | 100%   | 1,073,154      | 100%           |

### 길기트-발티스탄
| 종교 집단    | 1891년  | 1891년 | 1901년 | 1901년 | 1911년 | 1911년 | 1921년 | 1921년 | 1931년 | 1931년 | 1941년:337–352 | 1941년:337–352 |
| 종교 집단    | Pop.    | %      | Pop.   | %      | Pop.   | %      | Pop.   | %      | Pop.   | %      | Pop.           | %              |
| ------------ | ------- | ------ | ------ | ------ | ------ | ------ | ------ | ------ | ------ | ------ | -------------- | -------------- |
| 이슬람교     | 110,161 | 86.68% | 58,779 | 96.54% | 77,189 | 98.45% | 88,643 | 98.82% | 94,940 | 98.44% | 115,601        | 99.62%         |
| 부족 종교    | 16,615  | 13.07% | 빈칸   | 빈칸   | 빈칸   | 빈칸   | 빈칸   | 빈칸   | 0      | 0%     | 2              | 0%             |
| 불교         | 239     | 0.19%  | 0      | 0%     | 0      | 0%     | 0      | 0%     | 0      | 0%     | 0              | 0%             |
| 힌두교       | 77      | 0.06%  | 2,001  | 3.29%  | 1,112  | 1.42%  | 948    | 1.06%  | 1,361  | 1.41%  | 295            | 0.25%          |
| 기독교       | 2       | 0%     | 28     | 0.05%  | 22     | 0.03%  | 16     | 0.02%  | 49     | 0.05%  | 28             | 0.02%          |
| 시크교       | 0       | 0%     | 74     | 0.12%  | 81     | 0.1%   | 90     | 0.1%   | 93     | 0.1%   | 121            | 0.1%           |
| 자이나교     | 0       | 0%     | 1      | 0%     | 0      | 0%     | 0      | 0%     | 3      | 0%     | 0              | 0%             |
| 조로아스터교 | 0       | 0%     | 0      | 0%     | 0      | 0%     | 0      | 0%     | 0      | 0%     | 0              | 0%             |
| 유대교       | 빈칸    | 빈칸   | 빈칸   | 빈칸   | 빈칸   | 빈칸   | 빈칸   | 빈칸   | 빈칸   | 빈칸   | 0              | 0%             |
| 그 외        | 0       | 0%     | 2      | 0%     | 0      | 0%     | 0      | 0%     | 0      | 0%     | 0              | 0%             |
| 총 인구      | 127,094 | 100%   | 60,885 | 100%   | 78,404 | 100%   | 89,697 | 100%   | 96,446 | 100%   | 116,047        | 100%           |

## 이슬람교

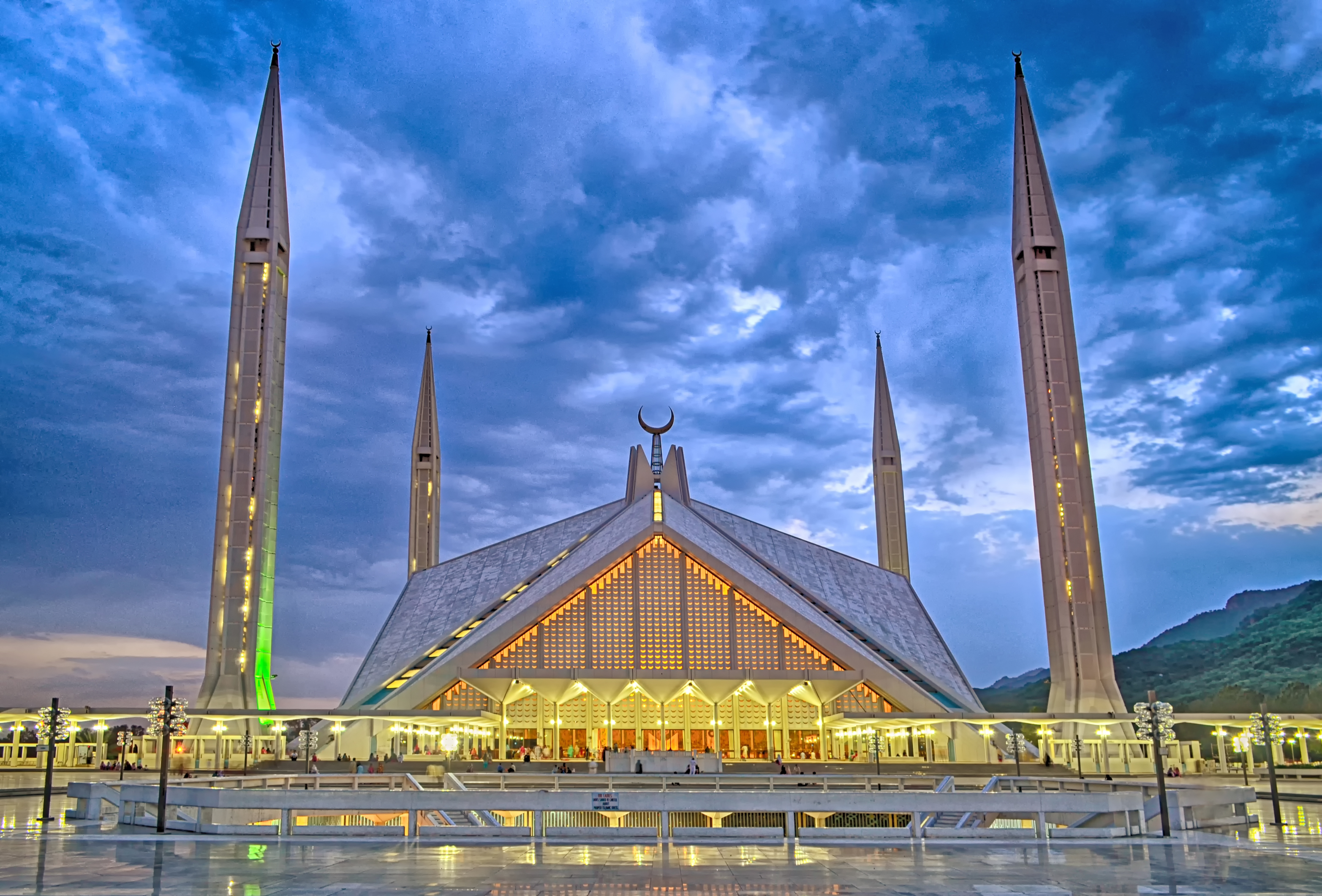
이슬라마바드의 파이잘 모스크로, 파키스탄에서 가장 큰 모스크이고 전세계에서도 손꼽히는 규모이며, 파이살 빈 압둘아지즈 알사우드 국왕이 세웠다.

이슬람교는 파키스탄의 국교이며, 파키스탄인의 약 96–98%는 무슬림이다. 파키스탄은 인도네시아 다음으로 세계에서 두 번째로 무슬림 수가 많다. 대다수는 수니파 (추정상 80-90%)이고, 수치 상 10-20%는 시아파이다. 2012년 PEW의 조사에서 파키스탄의 무슬림 6%가 시아파였다. '마드하브'라고 하는 다수의 이슬람 학파 (법학파)가 존재하며, 피끄흐 또는 우르두어로 '막탑에피크르' (Maktab-e-Fikr)라 불린다. 거의 모든 파키스탄인 수니파들이 하나피파에 속하고, 소수가 하나발리파에 속한다. 파키스탄의 시아파 대다수는 열두 이맘파 (이트나 아샤리아)에 속하고, 상당한 소수는 니자리파 (아가 카니스, 무스탈리파, 다우디 보흐라, 술라이마니) 등으로 이뤄진 이스마일파에 속한다. 수피와 위에서 언급한 수니파와 시아파는 파키스탄의 헌법에 따르면 무슬림으로 간주되나, 아흐마디야 (본인들은 무슬림이라 하지만) 특별히 아니라고 선포되어 있다.
모스크는 파키스탄에서 중요한 종교 시설뿐만 아니라 사회 기관이다. 많은 의례 및 의식들이 이슬람력에 따라 거행된다.

### 수니파

#### 바렐비파 및 데오반드파
파키스탄에는 바렐비파와 데오반드파 등 주요 수니파 종파 두 개가 있다. 파키스탄의 종파 및 하위 분파에 대한 통계는 '미약하다'고 여겨지며,  두 집단의 규모에 대한 추정에 따르면, 파키스탄 인구의 약간 과반수가 바렐비 학파를 따르는 것으로 나타나고, 15–25%는 데오반드파를 따른다고 여겨진다.
하지만, 한발파 역시도 아흘리 하디스 및 최근 중동의 와하비즘과 살라프파의 영향으로 인기를 얻고 있다.

### 수피

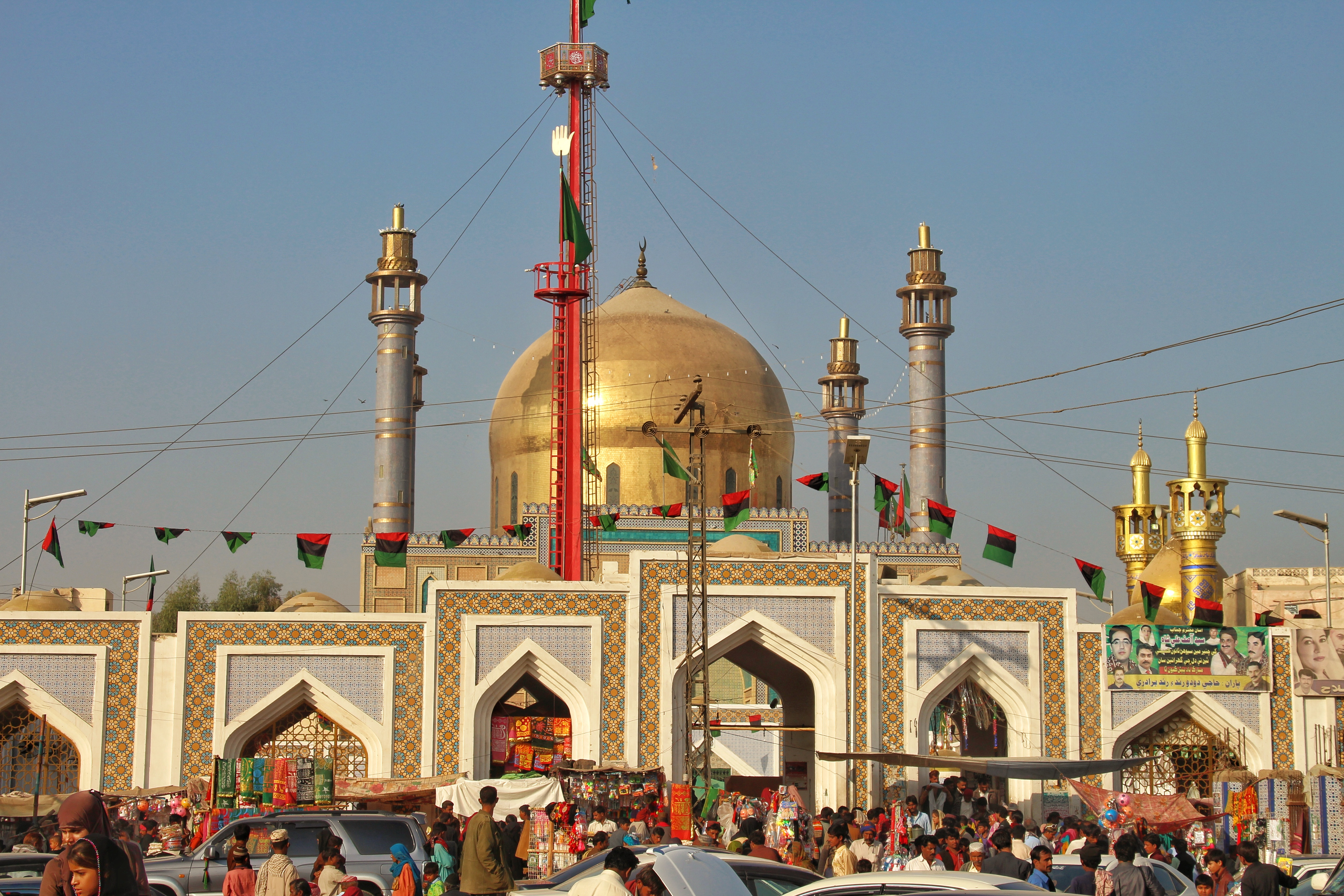
랄 샤바즈 칼란다르

이슬람교는 어느 정도 이슬람 이전의 영향과 혼합되었고, 아랍 세계와의 전통과 구분되는 일부 전통을 지닌 종교를 낳았다. 전국적으로 관심을 받는 두 수피는 라호르의 알리 하즈웨리 (11세기경)와 신드 세흐완의 칼란다르 (12세기경)이다. 신비주의 이슬람 종파인 수피파는 파크파탄의 파리두딘 간즈샤카르의 촉진을 받아 파키스탄에서 오랜 역사와 넓은 대중적 지지를 갖고 있다. 대중적 수피 문화는 목요일 밤 성소에서 모이는 것과 수피의 음악과 춤이 들어간 연간 행사에 있다. 현시대 이슬람 근본주의자들은 수피의 대중적 특성을 비판하는데, 이들의 관점에선 이것 이슬람의 예언자 무함마드와 그의 동행자들의 가르침과 행동을 정확하게 반영하지 못한다고 본다. 수피의 성소와 행사들을 향한 테러리스트의 공격이 있으며, 2010년에는 64명이 사망했다.

### 아흐마디야

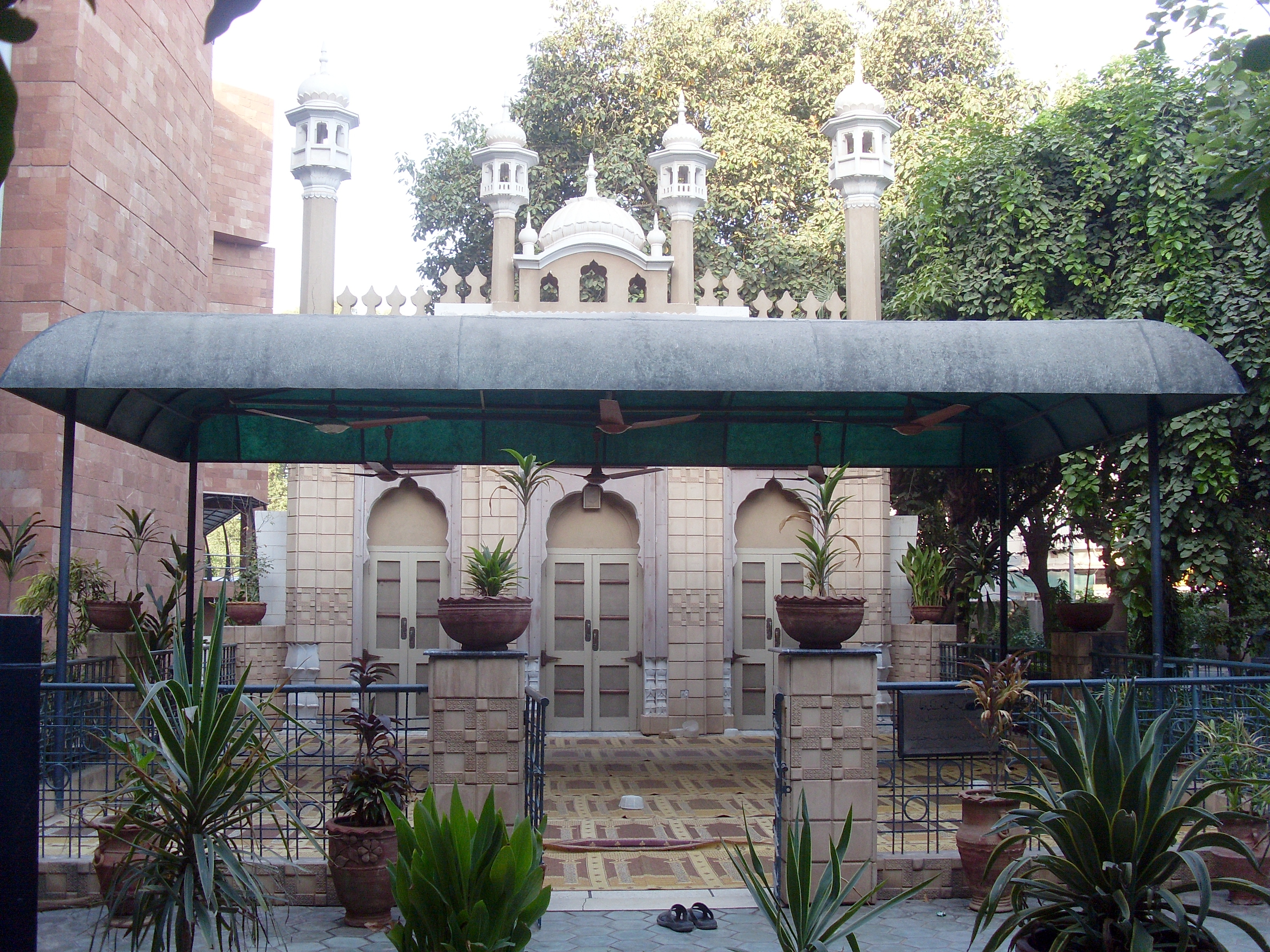
라브와의 최초 모스크인 야드가르 모스크

마지막 파키스탄의 인구 조사에 따르면, 아흐마디야 무슬림들은 인구의 0.07%를 구성하지만, 아흐마디야 본인들은 인구 조사를 보이콧 했다. 독자적 통계 기관들에서는 일반적으로 아흐마디야인들이 200-500만 명 사이일 것으로 추정한다. 언론 보도에서, 400만 명이 가장 흔하게 언급되는 수치이다.
1974년, 파키스탄 정부는 꾸란 33장40절에 따라 무슬림을 정의하도록 파키스탄 헌법을 개정했으며, 이로 인해 법률 제20조에 따라 무함마드의 마지막 가르침을 믿는 자를 의미하게 되었다. 법률 20조에 따르면, 아흐마디 무슬림은 자신들을 무슬림이라 칭할 수 없고 "무슬림인 체 하면" 3년의 금고형에 처할 수 있다. 아흐마디 무슬림들은 무함마드를 마지막 말씀을 지닌 예언자라 여기면서도, 미르자 굴람 아흐마드를 예언자이자, 두 번째로 재림한 예수로 여긴다. 결과적으로, 아흐마디 무슬림은 파키스탄 의회의 조사 위원회에서 비무슬림으로 선포되었고 파키스탄 신성모독법에 따른 박해의 대상이다.

## 힌두교

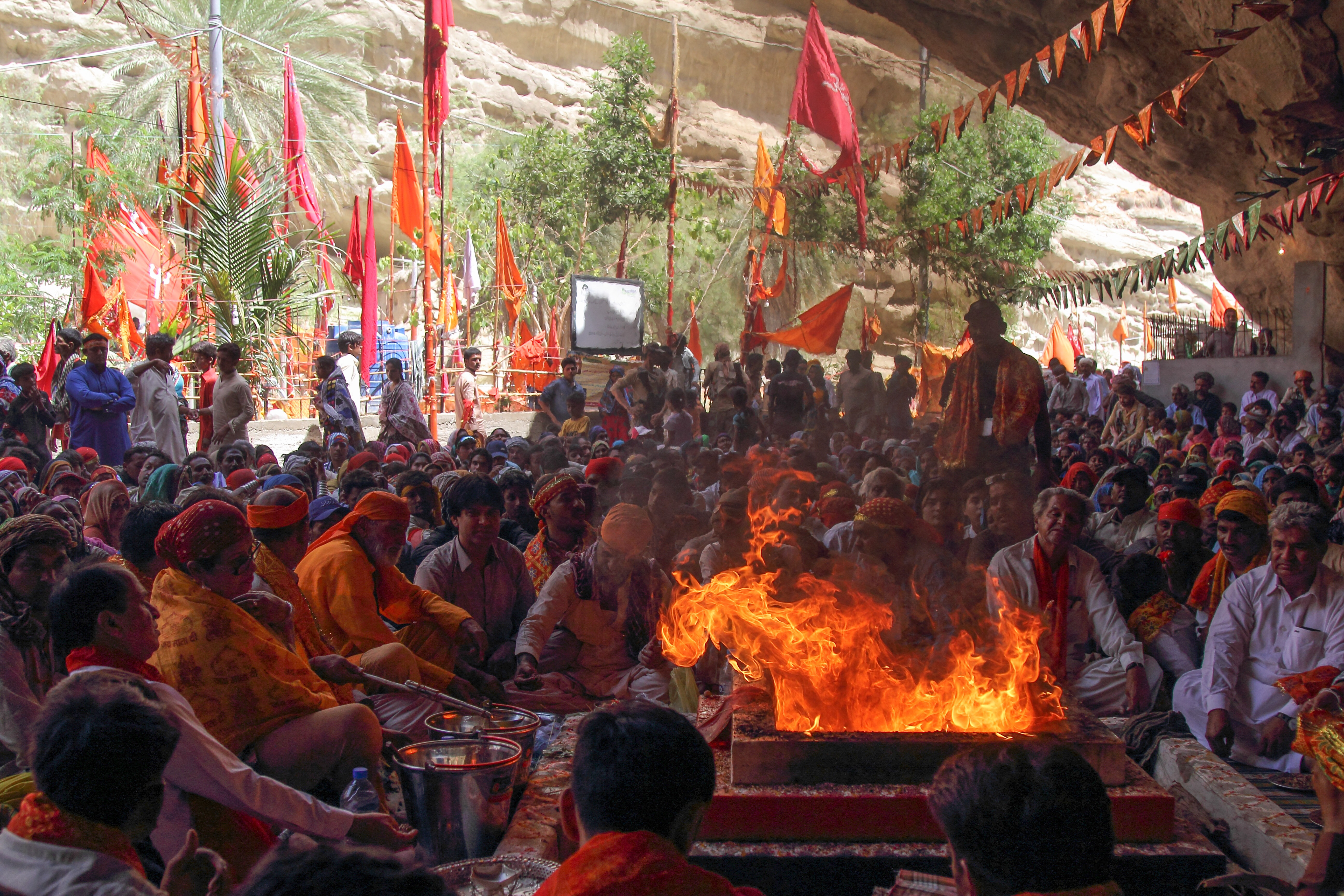
쉬리 힝글라 마타 사원의 샥티 피타 (shakti peetha)는 파키스탄에서 가장 큰 힌두교 순례지이다. 매년 열리는 힝글라 야트라에는 250,000 명 이상이 참석한다.

힌두교는 파키스탄에서 이슬람교 다음으로 큰 종파이다. 2020년 기준, 파키스탄은 인도, 네팔, 방글라데시 다음으로 세계에서 많은 힌두교인들이 있었다. 1998년 인구 조사에 따르면, 힌두교도의 수는 2,111,271명으로 집계됐다 (카스트상 힌두교도로 된 332,343명 포함). 2017년의 최신 인구 조사에 따르면, 파키스탄에는 총인구 2억 768만 명 중 힌두교도가 440만 명 있으며, 이는 일반 카스트와 지정 카스트(Schedule caste)를 포함하여 전체 인구의 2.14%를 차지한다. 힌두교인들은 파키스탄 전역에서 발견되나 대부분이 신드 지방에 집중되어 있다. 힌두교인의 약 93%는 신드에 거주하며, 5%는 펀자브에 2% 가까이는 발루치스탄에 거주한다. 이들은 신디어, 세라이키어, 아이어어, 다트키어, 게라어, 고아리아어, 구르굴라어, 잔다브라어, 카부트라어, 콜리어, 로아르키어, 마르와리어, 산시어, 바그리어, 구자라트어 등 다양한 언어를 구사한다.
가장 오래된 힌두교 문서 리그베다는 기원전 1500여 년경 인도 아대륙의 펀자브 지방에서 집필되었을 것으로 여겨지고 그곳으로부터 남아시아와 동남이아를 거쳐 서서히 발전하여 오늘날의 여러 형태로 변화했다.
여러 고대 힌두 사원들이 파키스탄 곳곳에 위치해 있다. 힝글라 마타로 알려진 저명한 힌두교 순례지가 발루치스탄 남쪽에 있으며, 순례가 이뤄지는 봄 기간에는 250,000명이 넘는 사람들이 찾는다.
Global Human Rights Defence가 수집한 사례에서는 미성년자 힌두교인 (그리고 기독교인)이 이슬람교로 개종을 강요하는 무슬림들의 잦은 목표가 되는 점을 나타낸다. 파키스탄 국가 정의 평화 의원회 및 파키스탄 힌두교 협의회에 따르면 약 1,000명의 비무슬림 미성년 여성들이 이슬람교로 개종당하고 자신들을 유괴하거나 강간한 자에게 강제로 결혼을 하게 된다고 하였다.

## 기독교

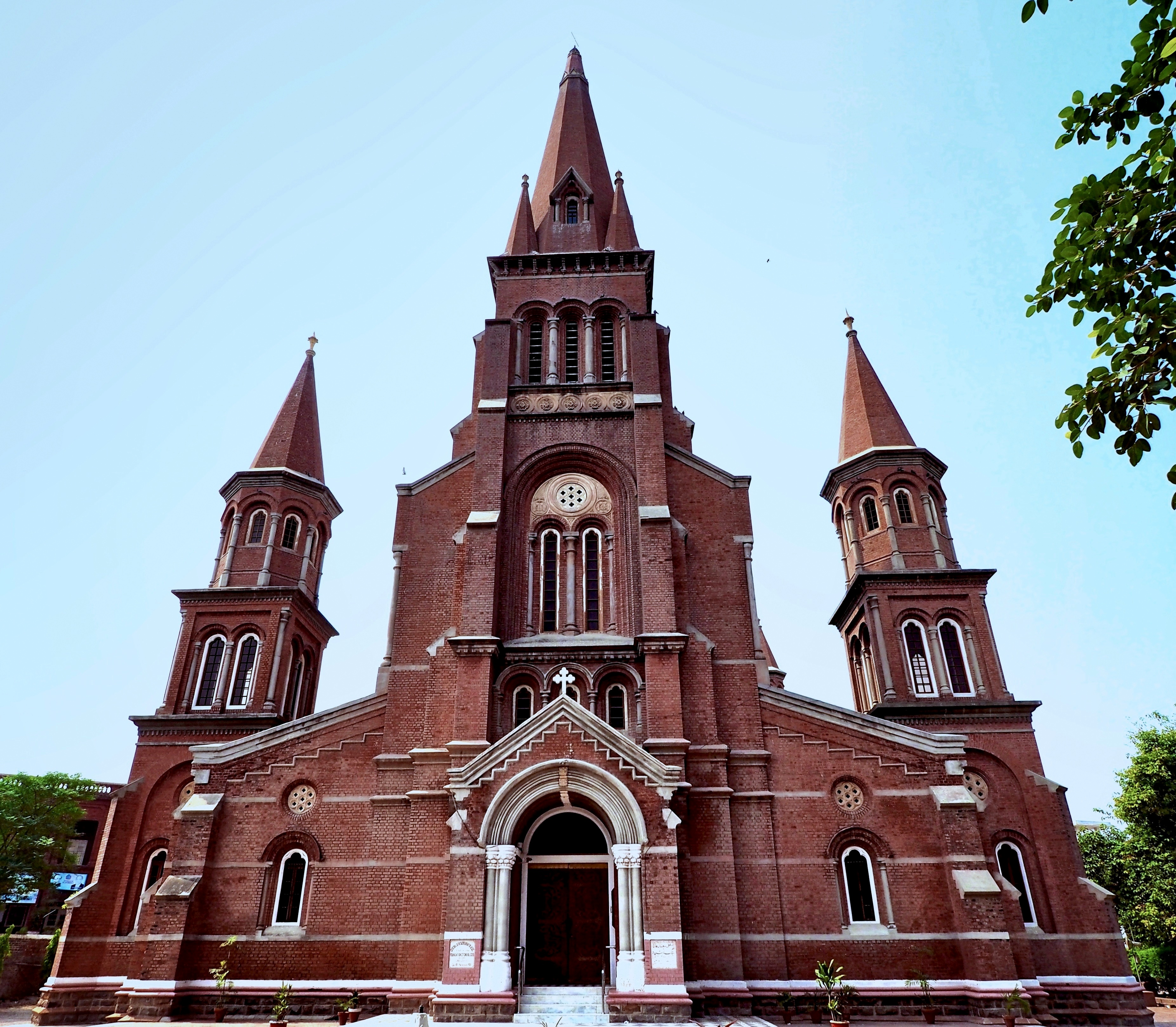
성심 대성당 (라호르)

기독교도(우르두어: مسيحى، عیسائی)는 파키스탄 인구의 1.3%를 구성하고 있다. 파키스탄 기독교 공동체의 다수는 영국의 식민지 시절에 개종한 펀자브인들과 이들의 후손으로 이뤄져 있다. 영국령 인도 시절, 1870년대와 1930년대 사이 펀자브주와 아그라아우드 연합주의 추흐라 및 차마르 사이에서 기독교 개종의 물결이 있었다. 기독교인들은 주로 펀자브의 도심에서 거주한다. 또한 카라치 내 로마 가톨릭 공동체 역시 존재하는데, 카라치의 사회 기반 시설이 양차 대전 사이에 발전되던 기간 고아와 타밀의 이주민들이 설립하였다. 소수의 개신교도 집단이 파키스탄에서 선교를 벌이고 있다. 현재 파키스탄 내 기독교 인구는 파키스탄의 다양한 기관 및 NGO들의 최근 추산에 따르면 200에서 300만 명 사이이다.
파키스탄에서는 교회가 운영하는 다수 학교가 있으며 이 학교들은 모든 종교의 학생들의 입학을 허용하고 있고, 포먼 크리스천 컬리지, St. Patrick's Institute of Science & Technology, Saint Joseph's College for Women 등을 포함한다.

## 시크교

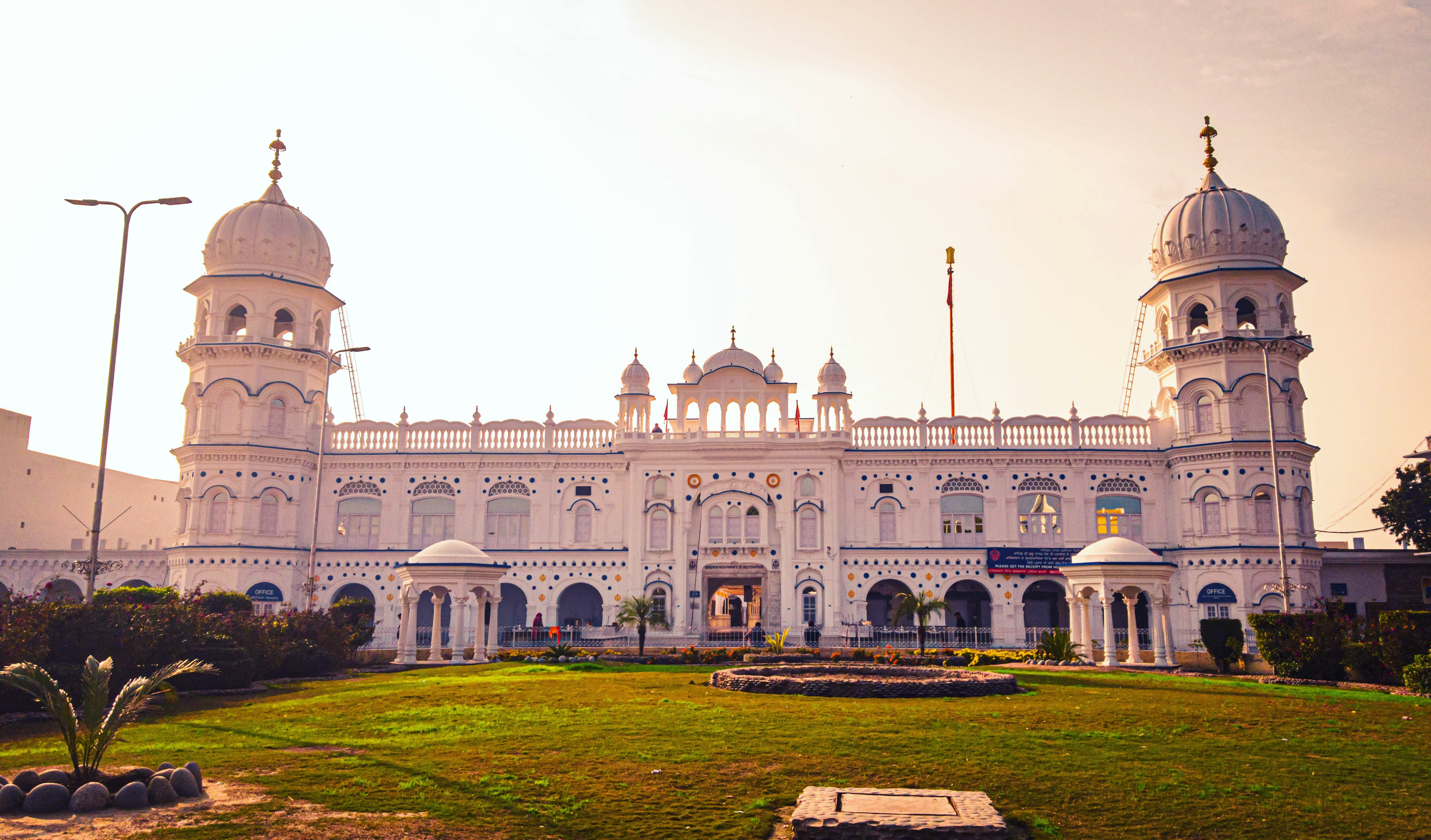
난카나사히브 지역 시크교의 창시자의 출생지인 구르드와라 자남 아스탄

15세기, 시크 신앙은 시크교의 창시자 구루 나나크가 태어난 펀자브 지방 (오늘날 인도와 파키스탄)에서 생겼다. 전 세계에서 가장 신성하게 여겨지는 구르드와라들이 위치하여, 시크교도들은 축제 기간 다수의 사람들이 파키스탄을 찾기에 종교 관광에 있어 핵심적인 부분을 차지하고 있다. 종교 관광객들들을 제외하더라도, 파키스탄 내 영구 거주하는 시크교도들에 대한 추정치는 시크교도들이 2023년까지 인구 조사에서 배제되었기에 아주 다양한데 그 이후로는 분할 (99%가 인도가 넘어감)이래 인구 조사에서 처음으로 시크교인들이 포함됐다. 이에 따라 파키스탄의 2023년 인구 조사 결과는 파키스탄이 주권 국가로서 형성된 이래 시크교인들에 대한 최초의 공식 집계라는 점에서 중요하다.
2022년 12월에 발행된 뉴스 기사에서, 구르팔 싱에 따르면 파키스탄 내 추정 상 시크교도 30,000–35,000명이 있다고 하였다. 미국 국무부를 포함한 다른 자료들에서는 파키스탄의 시크교인이 20,000명이라 하였다. 전체 시크교 공동체가 집계될 수는 없지만, 파키스탄 국가 데이터베이스 등록청 (National Database and Registration Authority, NADRA)은 소수 종교에 속한 유권자 (등록된 이들)들의 수에 대해서는 자료를 제공하고 있다:
- 2013년: 시크교 유권자 5,934명[131]
- 2018년: 시크교 유권자 8,852명[131]

최근 들어, 시크교들의 수는 인접한 아프가니스탄에서 파키스탄 내 자신들과 공통된 종교를 가진 자들과 합류하려는 다수의 시크교도로 인해 증가하고 있다.

## 그 외 종교

### 바하이교
파키스탄의 바하이교는 영국의 식민지 지배 때에도 존재했었다. 파키스탄 지역의 바하이교의 뿌리는 1844년 바브교의 초기 시절로 거슬러 올라가며, 셰이크 사이드 힌디 (Shaykh Sa'id Hindi)는 물탄 출신이었다. 바하이교의 창시자 바하올라는 생전에, 자신을 따르는 자들 중 일부에게 현재의 파키스탄으로 이주할 것을 권장했었다.
파키스탄의 바하이교도들은 공개 집회를 하고, 학교 설립을 할 수 도 있으며, 자신들의 신앙을 전파하고, 자신들만의 위원회를 설립할 권한을 갖고 있다. 바하이교의 자료에서는 자신들의 수가 약 30,000명이라고 한다. Minority Rights Group International의 Shoba Das는 2013년에 이슬라마바드에는 약 바하이교도 200명, 파키스탄에는 2,000명과 3,000명 사이에 있다고 하였다. 하나 이상의 박사 논문들에서 "바하이교도는 자신들의 수를 밝히기를 원하지 않으며, 모두 합해서 3,000명 가량일 것으로 추측된다."라고 하다. 이 바하이교인들의 대부분은 이란에 자신들의 기원을 두고 있다.

### 조로아스터교

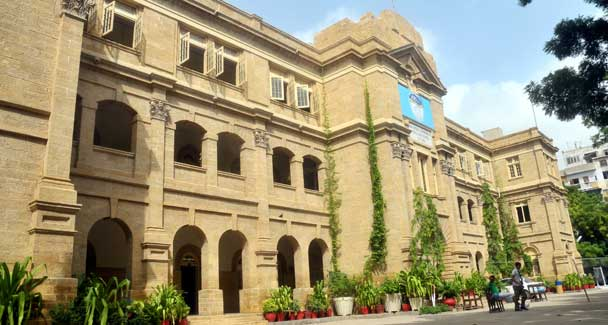
카라치의 바이 비르자이지 소파리발라 파르시 학교

조로아스터교를 신봉하는 파키스탄인이 최소 4,000명이 존재한다. 발루치스탄은 이슬람교 출현 이전 조로아스터교의 중심지이었던 것으로 여겨진다. 대이란에서부터 인도 아대륙으로 조로아스터교인들의 진출로, 파르시인 공동체가 설립되었다. 좀 더 최근엔, 15세기 이래로, 조로아스터교인들이 신드의 해안 지방에 정착하였고 번성하는 공동체와 교역 활동을 이뤘다. 1947년 파키스탄 독립 때, 카라치와 라호르는 번성하는 파르시의 상업 공동체의 근거지이었다. 카라치는 파키스탄에서 가장 두드러진 파르시 인구를 보유한 도시였으며, 현재는 감소 추세에 있다. 파르시인들은 사회복지사, 실업가, 언론인, 외교관으로서 파키스탄의 일상 생활에 진출해 있다. 오늘날 가장 저명한 파르시인들에는 아르데시르 코와지, 바이람 딘쇼지 아바리, 잠시드 마커, 미노케르 반다라 등이 있다. 파키스탄의 건국 아버지 무함마드 알리 진나는 파르시 가문 출신이었다가 이슬람교로 개종한 라티 바이와 혼인했었다.

### 칼라쉬

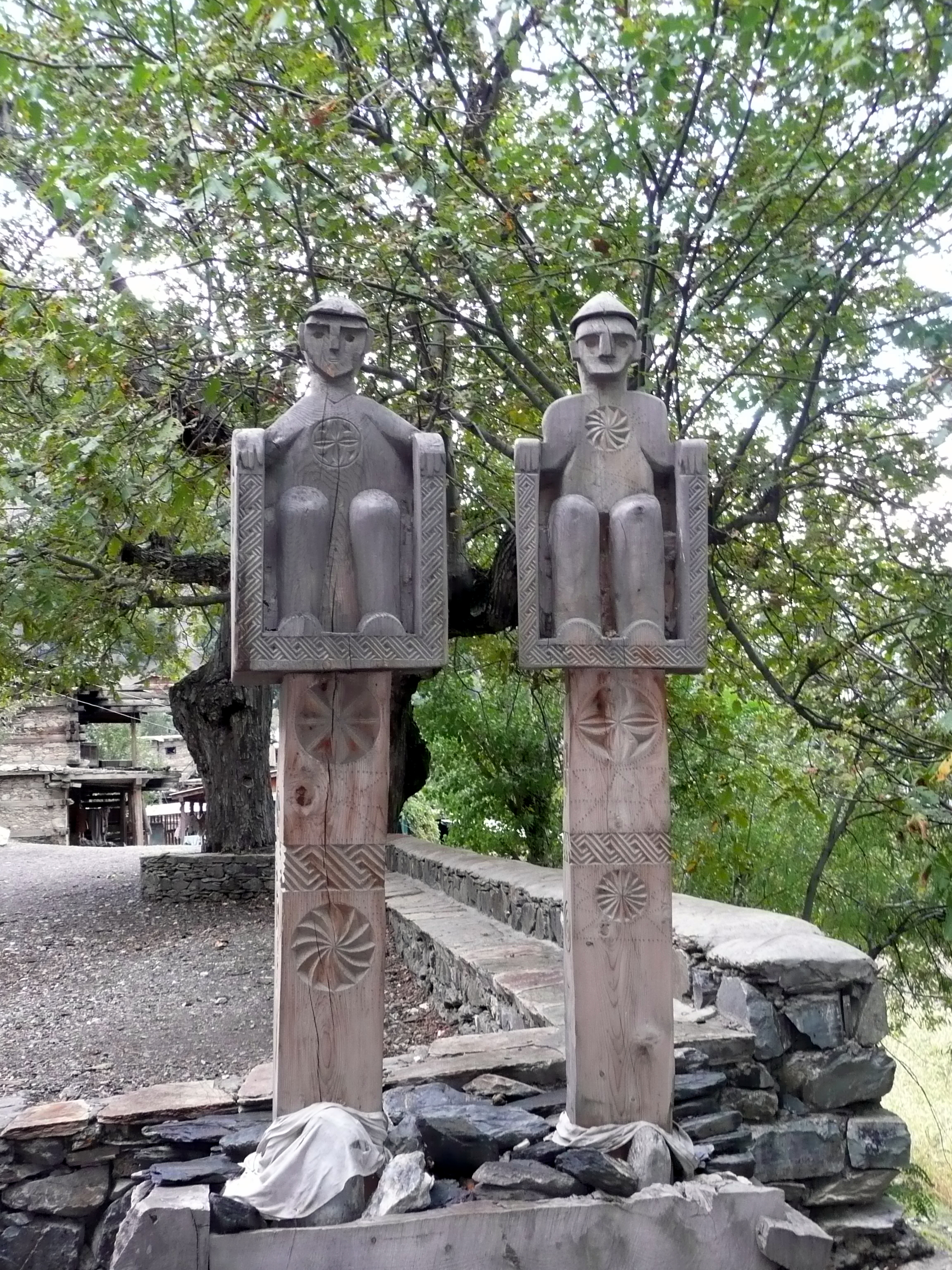
무무레트 (붐부레트) 계곡의 칼라쉬인 마을의 수호신

칼라쉬인들은 애니미즘이 혼합된 고대 힌두교의 일종을 믿는다. 칼라쉬 종교를 믿는 자들은 약 3,000명으로 추산되고 치트랄에서 멀리 떨어진 계곡인 붐보레트 (Bumboret), 룸부르 (Rumbur), 비리르 (Birir) 등에 거주한다. 이들의 종교는 고대 그리스 종교와도 비교되기도 하지만, 인도 아대륙의 다른 지역들의 힌두 전승과 훨씬 가깝다, 후대의 힌두교보다는 브라만교와 훨씬 유사성을 띤다.

### 자이나교

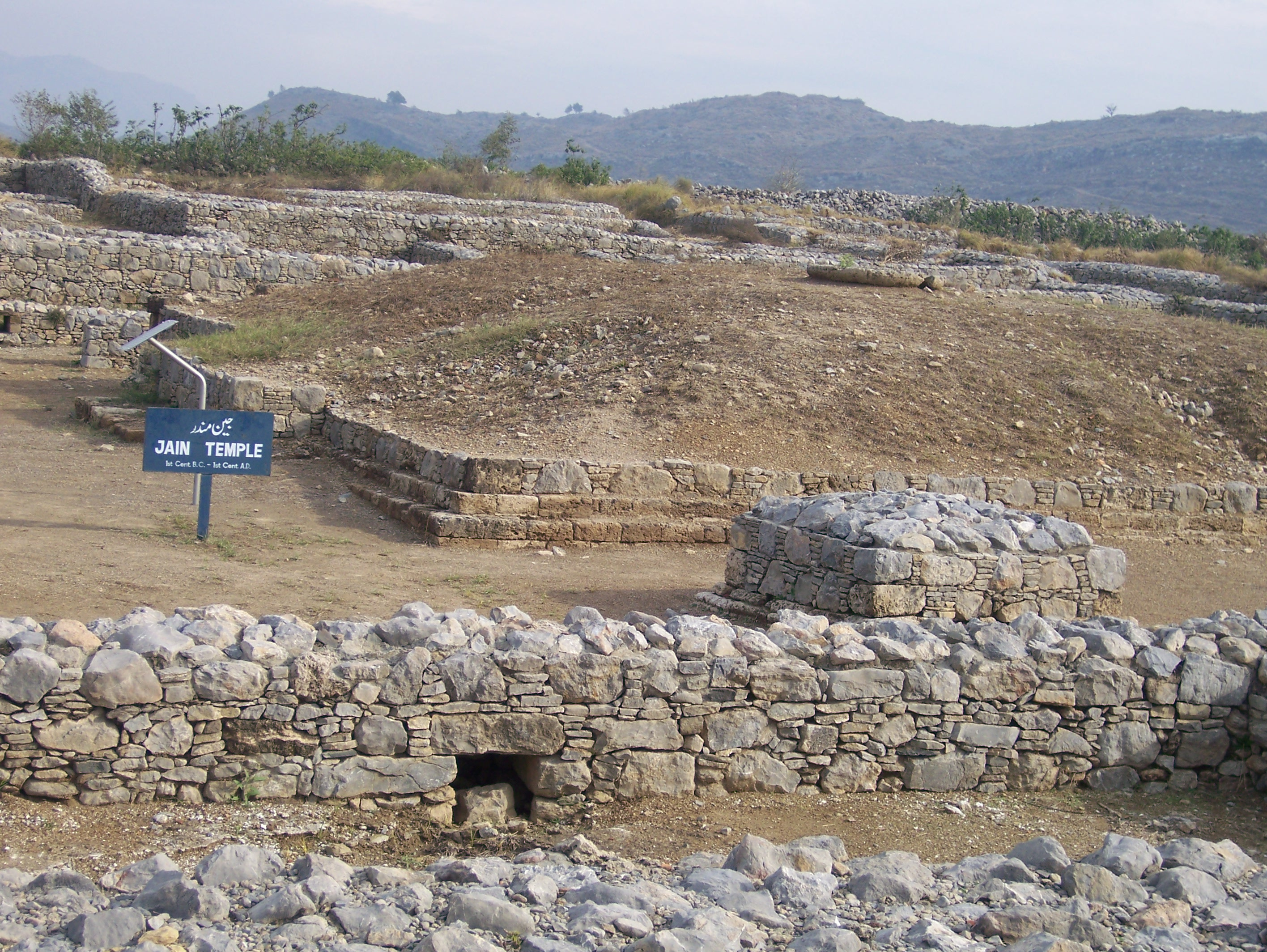
인도-그리스 왕국의 일부이던 오늘날 파키스탄 펀자브의 탁실라 인근 시르캅의 자이나교 사원

일부 고대 자이나교 사원들이 파키스탄 여기 저기에 흩어져 있다. 바바 다람 다스는 파키스탄 지역 자이나교 성인으로, 그의 무덤이 펀자브의 도시 시알코트 인근 파스루르의 농업 센터 뒤쪽에 위치했다. 또 다른 자이나교 성인으로는 구지란왈라의 비자야난드수리가 있으며, 구지란왈라에는 그를 기리는 성소 (samadhi)가 위치해 있다.

### 불교

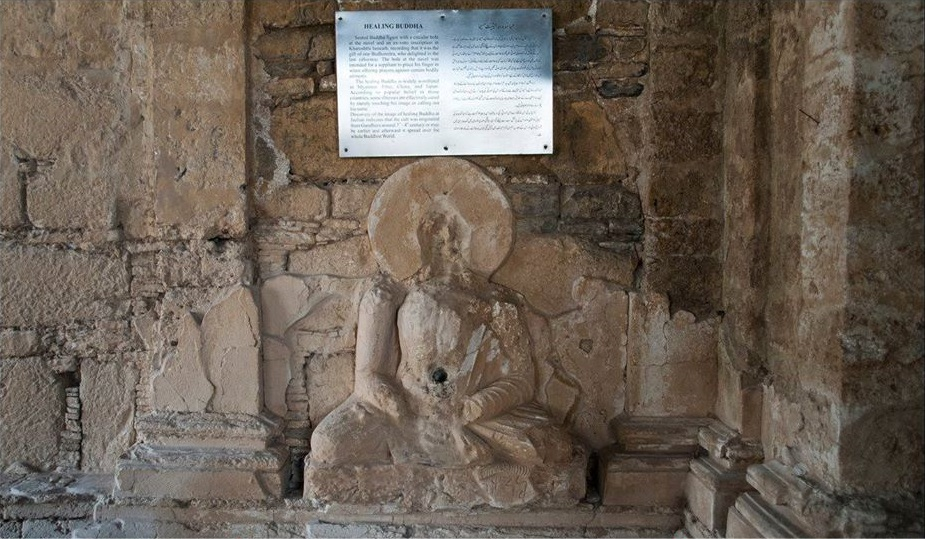
탁실라의 자울리안에 위치한 배꼽 부분에 구멍이 있는 불상은 독특한 유물로, '치료하는 부처'로 불린다. 불교 순례자들은 손가락을 그 구멍에 넣고 병자들의 질병이 치료기 되기를 기도한다.

불교는 파키스탄에서 오랜 역사를 지니고 있으며 최근 들어 파키스탄 내 최소 1,500명 규모의 파키스탄의 불교도 공동체를 두고 있다. 파키스탄에는 나라 중심부를 관통하는 인더스강을 따라 사용되지 않는 수많은 고대 불교 탑들이 흩어져 있다. 여러 불교 제국들과 도시 국가들이 존재했으며, 특히 간다라 지방에서 드러졌고 탁실라, 펀자브, 신드 지역에도 있었다.
불교도 유권자의 수는 2017년에 1,884명이었고 대부분이 신드와 펀자브에 집중되어 있다.

### 유대교
다양한 추정 자료들에서 1947년 8월 14일 파키스탄 독립 당시 파키스탄 내 유대인이 약 1,500명 거주했었고, 이들 다수는 카라치에 소수는 페샤와르에 거주했다고 한다. 허나, 이들 거의 대다수는 1948년 이후 이스라엘로 이주했다. 두 도시에는 몇 안되는 미사용의 시나고그들이 존재하며, 카라치 시나고그는 쇼핑몰 건설을 위해 허물어졌다. 페샤와르 시나고그는 여전히 남아있으며 종교적 목적으로는 사용되지 않고 있다. 파키스탄을 기원으로 한 소수의 유대인 공동체가 이스라엘 라믈라에 정착해 있다.
카라치의 파시알 칼리드 (Faisal Khalid, Fishel Benkhald)라고 하는 파키스탄인은 본인이 파키스탄의 유일한 유대인이라고 주장했다. 그는 그의 어머니가 유대인이고 (유대교 관습에 따라 그를 유대교인으로 만듦), 아버지는 무슬림이라고 했다. 파키스탄 당국은 그의 종교가 유대교임을 나타내는 여권을 그에게 발급하였고 이스라엘로 여행을 허용했다.

### 무종교
무종교는 파키스탄 내 주로 젊은이들 사이에서 소수로 존재한다. 파키스탄에는 어떠한 종류의 종교에 속하기를 원치 않는 사람들 (무신론자 및 불가지론자)도 존재하며, 이들의 수는 알려져 있지 않다. 이들은 대도시의 부유한 지역에서 특히 집중되어 있다. 일부는 세속적 가정에서 태어나며 종교적 가정에서도 발생한다. 1998년 인구 조사에 따르면, 자신들의 종교를 말하지 않은 사람들이 전체 인구의 0.5%로 집계됐으며, 종교가 없다고 하는 것에 대한 사회적 압박이 강하였다. 갤럽 파키스탄이 실시한 2012년 연구에서 어떠한 종교에 속하지 않은 사람들이 인구의 1%로 집계됐다. 파키스탄의 여러 무신론자들은 린치를 당하고 확인되지 않은 신성모독에 대한 혐의로 구금되고 있다. 2017년 이래로 정부가 무신론에 대한 완전한 탄압에 나서자, 세속주의의 블로거들이 납치되고, 정부는 국민에게 신성모독자를 식별하라고 촉구하는 광고를 내보내며, 최고위 법관들까지 이들을 테러리스트로 규정하면서 상황은 더욱 악화되었다.

## 파키스탄의 종교의 자유
세속주의의 일부 측면들은 영국 식민 통치 시기의 개념에서 유래되어 파키스탄 헌법에 채택되었다. 2022년에, 프리덤 하우스는 파키스탄의 종교의 자유를 4점 만점에서 1점으로 평가를 했고, 신성모독 법률이 종교 광신자들에게 자주 오용되고 있고 기독교인과 무슬림들, 특히 아흐마디 무슬림 등의 표현의 자유를 제한하고 있다는 점을 언급했다. 힌두교인들은 납치 및 강제 개종에 대한 취약성에 대해 말하고는 한다. 약 2억 2천만 명이라고 하는 무슬림이 다수인 국가 파키스탄은 기독교인, 아흐마디 및 시아파 무슬림, 힌두교인들에 대한 범죄 문제로 자주 비판을 받고 있다.

## 같이 보기
- 파키스탄의 신성모독법
- 파키스탄의 인구
- 세계의 주요 종교
- 파키스탄의 소수 종교
- 파키스탄의 샤머니즘
- 파키스탄의 종교의 자유
- 파키스탄의 세속주의

## 참조
1. 1 2  1901년 수치는 펀자브,[35][g] 신드,[36][h] 카이베르파크툰크와,[37] 발루치스탄,[38] 아자드 잠무 카슈미르,[39][i] 길기트발티스탄[39][j] 등을 포함한 현재의 파키스탄 지역으로 이뤄진 모든 행정 구역의 총 인구를 합한 인구 조사에서 비롯한 것이다.
2. 1 2 3 4  1911년 수치는 펀자브,[40][l] 신드,[41][m] 카이베르파크툰크와,[42] 발루치스탄,[43] 아자드 잠무 카슈미르,[44][n] 길기트발티스탄[44][o] 등을 포함한 현재의 파키스탄 지역으로 이뤄진 모든 행정 구역의 총 인구를 합한 인구 조사에서 비롯한 것이다.
3. 1 2 3  1921년 수치는 펀자브,[45][p] 신드,[46][q] 카이베르파크툰크와,[47] 발루치스탄,[48] 아자드 잠무 카슈미르,[49][r] 길기트발티스탄.[49][s] 등을 포함한 현재의 파키스탄 지역으로 이뤄진 모든 행정 구역의 총 인구를 합한 인구 조사에서 비롯한 것이다.
4. 1 2 3 4  1931년 수치는 펀자브,[51][t] 신드,[52][u] 카이베르파크툰크와,[53] 발루치스탄,[54] 아자드 잠무 카슈미르,[50][v] 길기트발티스탄[50][w] 등을 포함한 현재의 파키스탄 지역으로 이뤄진 모든 행정 구역의 총 인구를 합한 인구 조사에서 비롯한 것이다.
5. 1 2 3 4 5 6  1941년 수치는 펀자브,[55]:42[y] 신드,[56]:28[z] 카이베르파크툰크와,[57]:22 발루치스탄,[58]:13–18 아자드 잠무 카슈미르,[59]:337–352[v] 길기트발티스탄[59]:337–352[aa] 등을 포함한 현재의 파키스탄 지역으로 이뤄진 모든 행정 구역의 총 인구를 합한 인구 조사에서 비롯한 것이다.
6. 1 2 3  아드-다르미 포함
7. 1 2 3  1901년 수치는 래드클리프 선의 서쪽에 속하게 된 인도 제국령 펀자브의 모든 구 (라호르, 시알코트, 구즈란왈라, 구지라트, 샤푸르, 젤룸, 라왈핀디, 미안왈리, 몽고메리, 라이알푸르 (1901년 인구 조사 당시 치냅 식민지로 표기), 장그, 물탄, 무자파르가, 데라가지칸), 1개 테실 (샤카르가르 – 당시에는 구르다스푸르구의 일부), 1개 번왕국 (바하왈푸르), 1개의 지대 (발루치 변경 지대, Biloch Trans–Frontier)) 등의 인구를 합한 인구 조사에서 비롯한 것이다. 1901년 인구 조사 자료는 다음 참조:[35]
1947년 인도 분할 직후, 이때의 구와 지역 등은 이후 바하왈푸르를 포함하는 서펀자브의 행정 구역을 최종적으로 구성하게 된다. 현재 서펀자브에 해당하는 지역은 펀자브주 (파키스탄)이다.
8. 1 2 3  1901년 수치는 인도 제국령 신드의 모든 구 (카라치, 하이데라바드, 시카르푸르, 타르파르카르, 상신드변경), 1개 번왕국 (카이르푸르) 등의 인구를 합한 인구 조사에서 비롯한 것이다. 1901년 인구 조사 자료는 다음 참조:[36]
9. 1 2 3  1901년 수치는 현재 자치 행정 구역 아자드 카슈미르로서 파키스탄이 관리하는, 잠무 카슈미르 왕국의 두 개 구 (빔버, 무자파라바드), 1개 자기르 (푼치) 등의 인구를 합한 인구 조사에서 비롯한 것이다. 1901년 인구 조사 자료는 다음 참조:[39]
10. 1 2 3  1901년 수치는 현재 자치 행정 구역 길기트발티스탄로서 파키스탄이 관리하는, 잠무 카슈미르 왕국의 길기트구 등의 인구를 합한 총 인구의 인구 조사에서 비롯한 것이다. 1901년 인구 조사 자료는 다음 참조:[39]
11. 1 2 3 4 5 6 7 8 9 10 11 12  종교 자료는 북서변경주에서만 수집되었고, 연방 직할 부족 지역에서는 그러지 못했다. 종교에 대한 총 응답자에는 북서변경주를 포함하고, 총 인구에 대해서는 북서변경주 및 연방 직할 부족 지역을 포함하며, 이 두 행정 구역은 이후 카이베르파크툰크와주로 통합됐다.
12. 1 2 3  1911년 수치는 래드클리프 선의 서쪽에 속하게 된 인도 제국령 펀자브의 모든 구 (라호르, 시알코트, 구즈란왈라, 구지라트, 샤푸르, 젤룸, 라왈핀디, 아톡, 미안왈리, 몽고메리, 라이알푸르, 장그, 물탄, 무자파르가, 데라가지칸구
13. 1 2 3  1911년 수치는 인도 제국령 신드의 모든 구 (하이데라바드, 카라치, 라르카나, 수쿠르, 타르파르카르, 상신드변경), 1개 번왕국 (카이르푸르) 등의 인구를 합한 인구 조사에서 비롯한 것이다. 1911년 인구 조사 자료는 다음 참조:[41]
14. 1 2 3  1911년 수치는 현재 자치 행정 구역 아자드 카슈미르로서 파키스탄이 관리하는, 잠무 카슈미르 왕국의 두 개 구 (빔버, 무자파라바드), 1개 자기르 (푼치) 등의 인구를 합한 인구 조사에서 비롯한 것이다. 1911년 인구 조사 자료는 다음 참조:[44]
15. 1 2 3  1911년 수치는 현재 자치 행정 구역 길기트발티스탄로서 파키스탄이 관리하는, 잠무 카슈미르 왕국의 길기트구와 변경 일라까 (Ilaqa) 등의 인구를 합한 총 인구의 인구 조사에서 비롯한 것이다. 1911년 인구 조사 자료는 다음 참조:[44]
16. 1 2 3  1921년 수치는 래드클리프 선의 서쪽에 속하게 된 인도 제국령 펀자브의 모든 구 (라호르, 시알코트, 구즈란왈라, 구지라트, 샤푸르, 젤룸, 라왈핀디, 아톡, 미안왈리, 몽고메리, 라이알푸르, 장그, 물탄, 무자파르가, 데라가지칸구
17. 1 2 3  1921년 수치는 인도 제국령 신드의 모든 구 (하이데라바드, 카라치, 라르카나, 나와브샤, 수쿠르, 타르파르카르, 상신드변경), 1개 번왕국 (카이르푸르) 등의 인구를 합한 인구 조사에서 비롯한 것이다. 1921년 인구 조사 자료는 다음 참조:[46]
18. 1 2 3  1921년 수치는 현재 자치 행정 구역 아자드 카슈미르로서 파키스탄이 관리하는, 잠무 카슈미르 왕국의 두 개 구 (빔버, 무자파라바드), 1개 자기르 (푼치) 등의 인구를 합한 인구 조사에서 비롯한 것이다. 1921년 인구 조사 자료는 다음 참조:[49]
19. 1 2 3  1921년 수치는 현재 자치 행정 구역 길기트발티스탄로서 파키스탄이 관리하는, 잠무 카슈미르 왕국의 길기트구와 변경 일라까 (Ilaqa) 등의 인구를 합한 총 인구의 인구 조사에서 비롯한 것이다. 1921년 인구 조사 자료는 다음 참조:[49]
20. 1 2 3  1931년 수치는 래드클리프 선의 서쪽에 속하게 된 인도 제국령 펀자브의 모든 구 (라호르, 시알코트, 구즈란왈라, 구지라트, 샤푸르, 젤룸, 라왈핀디, 아톡, 미안왈리, 몽고메리, 라이알푸르, 장그, 물탄, 무자파르가, 데라가지칸구
21. 1 2 3  1931년 수치는 인도 제국령 신드의 모든 구 (하이데라바드, 카라치, 라르카나, 나와브샤, 수쿠르, 타르파르카르, 상신드변경), 1개 번왕국 (카이르푸르) 등의 인구를 합한 인구 조사에서 비롯한 것이다. 1931년 인구 조사 자료는 다음 참조:[52]
22. 1 2 3 4  1941년 수치는 현재 자치 행정 구역 아자드 카슈미르로서 파키스탄이 관리하는, 잠무 카슈미르 왕국의 두 개 구 (빔버, 무자파라바드), 1개 자기르 (푼치) 등의 인구를 합한 인구 조사에서 비롯한 것이다. 1941년 인구 조사 자료는 다음 참조:[59]:337–352
23. 1 2 3  1931년 수치는 현재 자치 행정 구역 길기트발티스탄로서 파키스탄이 관리하는, 잠무 카슈미르 왕국의 길기트구와 변경 일라까 (Ilaqa) 등의 인구를 합한 총 인구의 인구 조사에서 비롯한 것이다. 1931년 인구 조사 자료는 다음 참조:[50]
24. 1 2  1931년 수치는 현재 자치 행정 구역 아자드 카슈미르로서 파키스탄이 관리하는, 잠무 카슈미르 왕국의 두 개 구 (빔버, 무자파라바드), 1개 자기르 (푼치) 등의 인구를 합한 인구 조사에서 비롯한 것이다. 1931년 인구 조사 자료는 다음 참조:[50]
25. 1 2 3  1941년 수치는 래드클리프 선의 서쪽에 속하게 된 인도 제국령 펀자브의 모든 구 (라호르, 시알코트, 구즈란왈라, 구지라트, 샤푸르, 젤룸, 라왈핀디, 아톡, 미안왈리, 몽고메리, 라이알푸르, 장그, 물탄, 무자파르가, 데라가지칸구
26. 1 2 3  1941년 수치는 인도 제국령 신드의 모든 구 (하이데라바드, 카라치, 라르카나, 나와브샤, 수쿠르, 타르파르카르, 상신드변경), 1개 번왕국 (카이르푸르) 등의 인구를 합한 인구 조사에서 비롯한 것이다. 1941년 인구 조사 자료는 다음 참조:[56]
27. 1 2 3  1941년 수치는 현재 자치 행정 구역 길기트발티스탄로서 파키스탄이 관리하는, 잠무 카슈미르 왕국의 1개 구 (아스토레), 1개 에이전시 (길기트) 등의 인구를 합한 총 인구의 인구 조사에서 비롯한 것이다. 1941년 인구 조사 자료는 다음 참조:[59]:337–352
28. 1 2  연방 수도권 (카라치) 포함
29. ↑  파키스탄 국적이 아닌 다른 국적을 주장한 76,388명 제외.
30. ↑  파키스탄 국적이 아닌 다른 국적을 주장한 14,438명 제외.
31. ↑  신드: 파키스탄 국적이 아닌 다른 국적을 주장한 2,715명 제외

카라치 연방 수도권: 파키스탄 국적이 아닌 다른 국적을 주장한 4,011명 제외.
32. ↑  파키스탄 국적이 아닌 다른 국적을 주장한 35,355명 제외.
33. ↑  파키스탄 국적이 아닌 다른 국적을 주장한 19,869명 제외.
34. ↑  파키스탄 국적이 아닌 다른 국적을 주장한 97,883명 제외.
35. ↑  파키스탄 국적이 아닌 다른 국적을 주장한 37,794명 제외.
36. ↑  신드: 파키스탄 국적이 아닌 다른 국적을 주장한 6,974명 제외.
37. ↑  파키스탄 국적이 아닌 다른 국적을 주장한 21,441명 제외.
38. ↑  파키스탄 국적이 아닌 다른 국적을 주장한 31,674명 제외.
39. ↑  1881년 수치는 래드클리프 선의 서쪽에 속하게 된 인도 제국령 펀자브의 모든 구 (라호르, 시알코트, 구즈란왈라, 구지라트, 샤푸르, 젤룸, 라왈핀디, 몽고메리, 장그, 물탄, 무자파르가, 데라가지칸), 1개 테실 (샤카르가르 – 당시에는 구르다스푸르구의 일부), 1개 번왕국 (바하왈푸르) 등의 인구를 합한 인구 조사에서 비롯한 것이다. 1881년 인구 조사 자료는 다음 참조:[81][82][83]
1947년 인도 분할 직후, 이때의 구와 지역 등은 이후 바하왈푸르를 포함하는 서펀자브의 행정 구역을 최종적으로 구성하게 된다. 현재 서펀자브에 해당하는 지역은 펀자브주 (파키스탄)이다.
40. ↑  1931년–1941년 인구 조사: 아드-다르미 포함
41. ↑  1872년 수치는 인도 제국령 신드의 모든 구 (카라치, 하이데라바드, 시카르푸르, 타르파르카르, 상신드변경), 1개 번왕국 (카이르푸르) 등의 인구를 합한 인구 조사에서 비롯한 것이다. 카이르푸르에서는 종교 소속이 조사되지 않았다. 1872년 인구 조사 자료는 다음 참조:[89]
42. ↑  1881년 수치는 인도 제국령 신드의 모든 구 (카라치, 하이데라바드, 시카르푸르, 타르파르카르, 상신드변경), 1개 번왕국 (카이르푸르) 등의 인구를 합한 인구 조사에서 비롯한 것이다. 1881년 인구 조사 자료는 다음 참조:[90]
43. ↑  1891년 수치는 인도 제국령 신드의 모든 구 (카라치, 하이데라바드, 시카르푸르, 타르파르카르, 상신드변경), 1개 번왕국 (카이르푸르) 등의 인구를 합한 인구 조사에서 비롯한 것이다. 1891년 인구 조사 자료는 다음 참조:[91]
44. ↑  1872년 인구 조사 : 부족 종교도, 자이나교도, 불교도, 나나크판티 (시크교도) 등 포함.

1881년 인구 조사 : 부족 종교도, 나나크판티 (시크교도) 등 포함.

1891년 인구 조사 : 부족 종교도 포함.

1901년 인구 조사 : 부족 종교도, 나나크판티 (시크교도) 등 포함.
45. 1 2  1901년 인구 조사: 힌두교도로 분류.
46. ↑  1951년, 1998년, 2017년, 2023년: 힌두교도 (자티, Jati)와 지정 카스트 포함.
47. 1 2  분할 이전 인구에 대한 종교 자료는 북서변경주만 존재하고 연방 직할 부족 지역은 배제하고 있는데 (두 행정 구역은 이후 2018년에 카이베르파크툰크와로 합병됐다), 당시 연방 직할 부족 지역에서는 종교 자료가 수집되지 않았다.

1951년, 1998년, 2017년 인구에 대한 종교 자료는 북서변경주와 연방 직할 부족 지역을 합한 것이며, 두 행정 구역은 이후 2018년에 카이베르파크툰크와로 합병됐다.
48. ↑  1891년 수치는 현재 자치 행정 구역 아자드 카슈미르로서 파키스탄이 관리하는, 잠무 카슈미르 왕국의 두 개 구 (빔버, 무자파라바드), 1개 자기르 (푼치) 등의 인구를 합한 인구 조사에서 비롯한 것이다. 1891년 인구 조사 자료는 다음 참조:[95]
49. ↑  1891년 수치는 현재 자치 행정 구역 길기트발티스탄로서 파키스탄이 관리하는, 잠무 카슈미르 왕국의 스카르두구와 길기트구 등의 인구를 합한 총 인구의 인구 조사에서 비롯한 것이다. 1891년 인구 조사 자료는 다음 참조:[95]